# 1989 (album)
1989 là album phòng thu thứ năm của nữ ca sĩ kiêm nhạc sĩ sáng tác bài hát người Mỹ Taylor Swift, được hãng đĩa Big Machine Records phát hành vào ngày 27 tháng 10 năm 2014. Swift sáng tác album nhờ vào cảm hứng thể loại synth-pop bắt nguồn từ những năm thập niên 1980. Cô quyết định thực hiện bước chuyển đổi nghệ thuật sang nhạc pop hoàn toàn, sau khi bị giới chuyên môn bắt bẻ về hình tượng nhạc sĩ đồng quê. Nguyên nhân là do Swift đã từng phát hành và quảng bá Red (2012), một album vốn hòa trộn với nhiều thể loại âm nhạc khác nhau, lên đài phát thanh đồng quê. Nhằm phục hồi biểu tượng nghệ thuật trong âm nhạc của bản thân, Swift lấy tên album theo chính năm sinh của cô. Nữ ca sĩ mời lại nhạc sĩ kiêm nhà sản xuất âm nhạc Max Martin trước đó đã sáng tác các ca khúc thiên hướng nhạc điện tử trong Red, và đưa ông lên làm đồng giám đốc sản xuất cho album này.
Swift thu âm các bài hát cho 1989 tại nhiều phòng thu khắp Hoa Kỳ, Vương quốc Anh và Thụy Điển. Đội ngũ nhà sản xuất của album gồm có Martin, Shellback, Jack Antonoff, Ryan Tedder, Nathan Chapman và Imogen Heap. Phần nhạc khí synth-pop trong 1989 mang âm thanh đặc trưng của synthesizer sôi động, máy đánh trống được lập trình và giọng hát nền được xử lý bằng các yếu tố thể loại điện tử. Do đó, 1989 trở nên đối nghịch rõ rệt so với phần biên khúc acoustic trong những album trước đó của Swift. Mỗi bài hát trong album đều khai mở phong cách nghệ thuật sáng tác tự truyện của Swift cũng như mang đề tài mối tình lãng mạn thất bại dưới góc nhìn vui vẻ dịu dàng của nữ ca sĩ.
Swift và Big Machine quảng bá 1989 trên nhiều phương tiện truyền thông và album đã đạt được vô vàn thành công về mặt thương mại, bất chấp từng bị nữ ca sĩ rút khỏi các dịch vụ phát nhạc trực tuyến dẫn đến nhiều cuộc tranh cãi trong ngành công nghiệp âm nhạc về tác động của phát nhạc trực tuyến. Nhằm quảng bá album rộng rãi, Swift thực hiện chuyến lưu diễn vòng quanh thế giới The 1989 World Tour và lập thành tích trở thành nghệ sĩ có doanh thu lưu diễn cao nhất năm 2015. Xuyên suốt bảy đĩa đơn được phát hành thì có ba đĩa đơn trong 1989 đứng đầu bảng xếp hạng Billboard Hot 100 tại Hoa Kỳ gồm "Shake It Off", "Blank Space" và "Bad Blood". 1989 dành ra tổng cộng 11 tuần đứng đầu Billboard 200 và được Hiệp hội Công nghiệp Ghi âm Hoa Kỳ (RIAA) chứng nhận đĩa 9× Bạch kim. Nhạc phẩm đã tẩu tán tổng cộng 14 triệu bản trên toàn thế giới và đạt chứng nhận đa Bạch kim tại nhiều quốc gia.
Nhìn chung lúc mới ra mắt, giới phê bình âm nhạc đều khen ngợi chất nhạc bắt tai của 1989. Họ cảm nhận được mối gắn kết về mặt cảm xúc trong sáng tác của nhạc phẩm. Tuy vậy, một số cây bút lại cảm thấy việc Swift sử dụng giai điệu synth-pop trong 1989 đã cho tính toàn vẹn về mặt nghệ thuật của nữ ca sĩ bị mất dần. Những lời chỉ trích về sau được các nhà báo và học giả nhìn nhận là đến từ những người theo chủ nghĩa nhạc rock. 1989 đoạt giải Album của năm và Album giọng pop xuất sắc nhất tại giải Grammy vào năm 2016, và được các ấn phẩm như Rolling Stone và Consequence đặt vào danh sách xếp hạng album mọi thời đại. Mặc dù các chuyên gia và học giả đã công nhận 1989 là một album đã giúp Swift chuyển mình sang một biểu tượng nhạc pop và lan tỏa chủ nghĩa nhạc pop lạc quan, nhưng họ cũng chỉ ra rằng album đã thu hút nhiều ánh mắt giám sát của giới truyền thông về phía nữ ca sĩ nhiều hơn. Sau sự việc tranh chấp quyền sở hữu tác phẩm vào năm 2019, Swift đã quyết định tái thu âm cho album này và phát hành với tên gọi 1989 (Taylor's Version) vào ngày 27 tháng 10 năm 2023.

## Bối cảnh

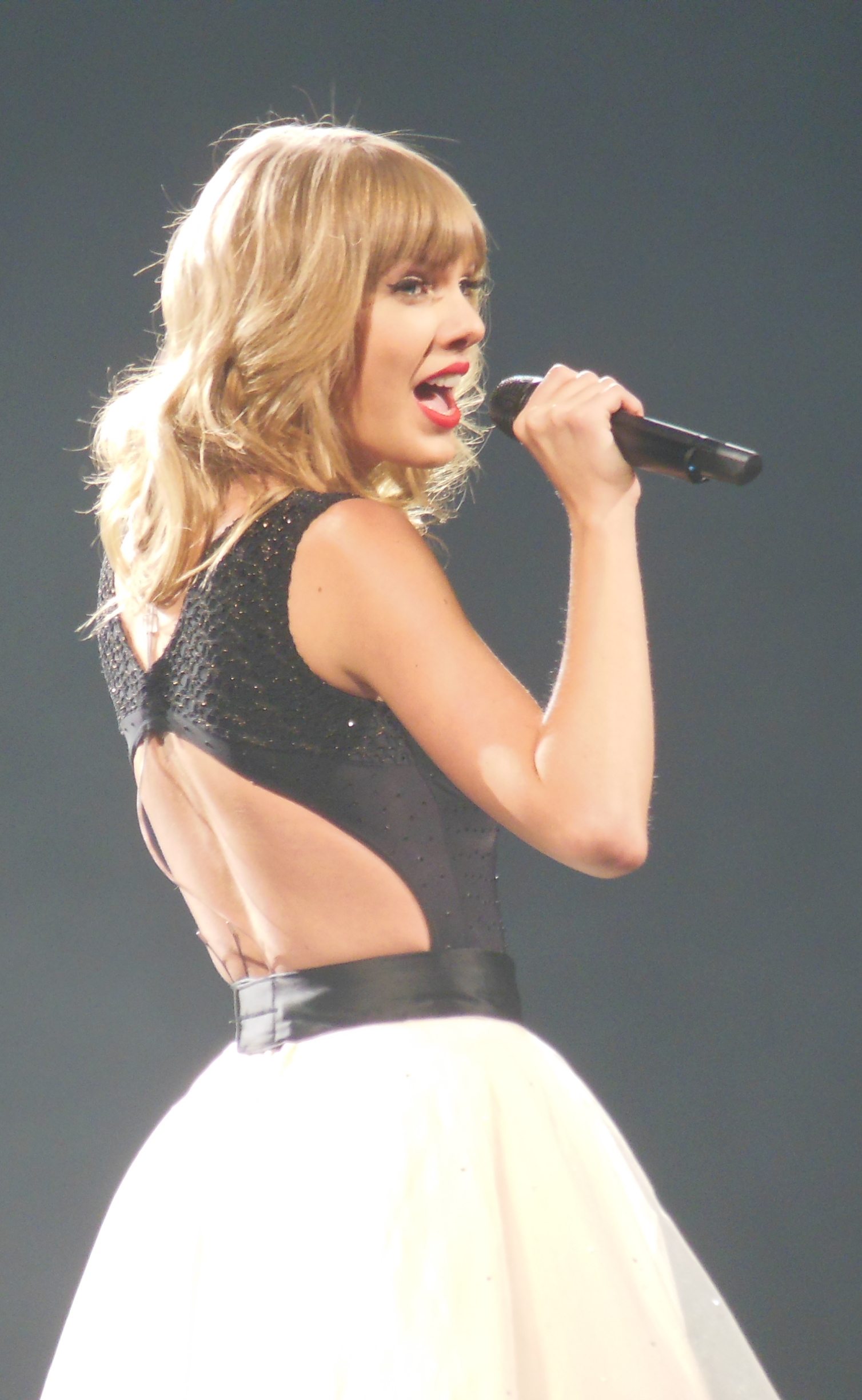
Swift bắt đầu sáng tác 1989 trong thời gian lưu diễn The Red Tour (ảnh) vào cuối năm 2013.

Taylor Swift luôn được nhiều người nhìn nhận là một nhạc sĩ đồng quê cho đến khi nữ ca sĩ phát hành album phòng thu thứ tư, Red, vào ngày 22 tháng 10 năm 2012. Cô đã bổ sung thêm thể loại pop chiết trung với rock trong Red, làm cho album trở nên khác lạ so với phong cách đồng quê trong những album trước đây. Thông qua quá trình hợp tác với các nhà sản xuất nhạc pop người Thụy Điển Max Martin và Shellback, công trình sáng tác nhạc của Swift đã góp mặt thêm phần hook thiên hướng pop cũng như những thể loại mới như EDM và dubstep. Dẫu vậy, Swift và hãng đĩa Big Machine vẫn quảng bá Red là album nhạc đồng quê. Chính vì Red mang nhiều thể loại âm nhạc khác nhau nên giới phê bình đã bắt bẻ và tranh cãi gay gắt về chuyện hình tượng nghệ sĩ nhạc đồng quê của Swift. Nữ ca sĩ đã từng lên tiếng đáp trả họ trong một cuộc phỏng vấn với The Wall Street Journal rằng, "Tôi để cho người ta mặc sức gắn thể loại."
Ngoài ra, Swift còn được biết đến rộng rãi với biệt danh "cục cưng nước Mỹ" nhờ vào hình tượng cô gái hàng xóm lành mạnh và thực tế. Tuy nhiên, do tình sử hợp tan với hàng loạt bạn trai có tên tuổi trong ngành giải trí nên cô thường xuyên bị nhiều người bôi bác gây ảnh hưởng đến danh tiếng. The New York Times khẳng định vào năm 2013 rằng "lịch sử hẹn hò [của Swift] đã khuấy động một thứ được gọi là sự khởi đầu của phản ứng dữ dội" và đặt ra câu hỏi rằng liệu Swift có đang trải qua khủng hoảng một phần tư cuộc đời hay không. Tampa Bay Times nhận thấy rằng trước khi có 1989, đời sống tình cảm của Swift đã trở thành chủ đề được báo chí lá cải thường xuyên quan tâm và đưa tin, khiến cho khả năng âm nhạc của cô trở nên mờ nhạt do điều đó. Swift không thích bị giới truyền thông gọi là một "kẻ hẹn hò hàng loạt". Cô cảm thấy rằng hành động đó đã nhấn chìm công việc chuyên môn của cô và khiến cô trở nên khó xử trước việc đời tư bị công chúng bàn tán. Mặc dù Swift vẫn duy trì nét lãng mạn cổ điển trong sáng tác nhưng chính sự soi mói từ các tờ báo lá cải về hình tượng của nữ ca sĩ đã thôi thúc Swift tạo nên những bài hát cho album kế tiếp nhằm châm biếm cách người khác nhìn nhận hình tượng của cô.

## Cảm hứng sáng tác
Swift bắt đầu sáng tác album phòng thu thứ năm của cô vào giữa năm 2013, chưa đầy 8 tháng sau khi ra mắt Red và trong lúc vẫn còn đang thực hiện chuyến lưu diễn The Red Tour. Cô nhấn mạnh điểm khác biệt của sản phẩm sắp tới so với Red rằng, "Tôi nghĩ mục tiêu của album kế đến là tiếp tục thay đổi và không bao giờ giống nhau hai lần [...] đây chắc chắn là điều mới lạ hơn bất kỳ thứ gì tôi từng thực hiện." Quá trình sáng tác cho 1989 diễn ra một cách tự nhiên và kéo dài trong hai năm. Theo Swift, những bản nhạc sáng tác trong năm đầu tiên đều bị hủy bỏ vì chỉ những bài hát sáng tác năm thứ hai mới định hình nên tác phẩm cuối cùng. Tính đến tháng 10 năm 2013, Swift đã trải qua sáu tháng chuyên tâm phát triển sự nghiệp sáng tác. Một tháng sau, cô chia sẻ "có từ bảy đến tám [bài hát] mà tôi biết chắc mình muốn trong bản thu âm [...] chúng đều mang âm thanh mới và đó là tất cả những gì tôi mong đợi." Vào tháng 3 năm 2014, Swift chuyển nhà từ Nashville sang thành phố New York. Cô tường thuật rằng việc di dời nơi ở trong lúc không bị tình cảm làm ảnh hưởng đến cuộc sống đã giúp cô có thêm nhiều ý tưởng mới cho album, không chỉ riêng câu chuyện truyền thông đeo bám.
Swift nhìn nhận Red là một album nhập nhằng giữa thể loại đồng quê và thể loại pop. Do vậy, nữ ca sĩ quyết định theo đuổi một nhạc phẩm "pop hoàn toàn" và nói bóng gió rằng "nếu như bạn cố bắt hai con thỏ thì bạn sẽ để cho hai chúng nó chạy mất." Chủ tịch hãng đĩa Big Machine, ông Scott Borchetta, lúc đầu còn mơ hồ trước quyết định của Swift và ra sức thuyết phục cô thu âm thêm một vài bài hát đồng quê bằng những nhạc cụ như fiddle, nhưng cô đã từ chối lời đề nghị đó. Về sau, Borchetta cũng chiều theo ý nữ ca sĩ là không quảng bá album lên đài phát thanh nhạc đồng quê và cho rằng "người hâm mộ của Swift sẽ yêu thích điều đấy". Swift đã lấy cảm hứng thể loại synth-pop đến từ thập niên 1980. Đây là giai đoạn mà nữ ca sĩ nhìn nhận là một "triều đại thử nghiệm trong nhạc pop", và thời đó các nhạc sĩ đã từ bỏ lối phối khí bằng "trống–guitar–bass–bất cứ thứ gì" được gây dựng sẵn để chuyển sang sáng tác bài hát bằng nhạc cụ đàn tổng hợp âm synthesizer, bộ trống drum pad và giọng hát được xếp chồng thành nhiều lớp. Swift đã chọn hai nhạc sĩ Annie Lennox và Peter Gabriel để làm cảm hứng sáng tác cho tác phẩm 1989. Cô đặc biệt ngưỡng mộ trước cách Lennox truyền tải tâm tư "mãnh liệt" bằng âm nhạc của bà cũng như giai điệu synth-pop của Gabriel đã tạo nên "bầu không khí đằng sau những ca từ mà ông ấy đang hát chứ không phải là một ca khúc được sản xuất hay ho".

## Thu âm và sản xuất
Sau khi chứng kiến bài hát "I Knew You Were Trouble" đứng đầu bảng xếp hạng phát thanh pop ở Hoa Kỳ suốt bảy tuần liền, Swift lấy động lực và mời lại Martin và Shellback làm những người hợp tác nồng cốt để tiếp tục ứng dụng những chất âm điện tử–pop của hai vị nhạc sĩ lên 1989. Cô thích làm việc cùng Martin và Shellback là vì họ thường đem ý tưởng của cô và hô biến thành nhiều hướng đi khác nhau, tạo cảm giác thử thách cho nữ ca sĩ ở vai trò nhạc sĩ sáng tác bài hát. Swift gọi vai trò đốc thúc sản xuất của Martin và Shellback là một trong những yếu tố khiến cô quyết định thay đổi trong album này: "Tôi chưa bao giờ bị thử thách về mặt sáng tác tới vậy [...] Tôi háo hức đến phòng thu mỗi ngày vì bạn không thể biết được chúng tôi sắp thực hiện điều gì [...] mức độ tự phát ấy làm tôi phấn chấn trong quá trình sản xuất âm nhạc." Martin và Shellback sản xuất tổng cộng 9 trên 16 bài trong phiên bản Deluxe. Hầu hết ca khúc mà Martin sản xuất đều trải qua giai đoạn chỉnh sửa tại Thụy Điển, các phòng thu như MXM Studios ở Stockholm, Studio Elevator Nobody ở Göteborg và The Hideaway Studio. Swift ghi công Martin là đồng điều hành sản xuất vì ông phụ trách thu âm và sản xuất giọng hát ở những bài mà ông không được ghi công. Martin còn đảm nhận hỗ trợ bổ sung ở những track mà Swift cho là quan trọng trong việc giúp cho 1989 trở nên mạch lạc hơn. Nữ ca sĩ cảm kích "sự hỗ trợ không ngừng nghỉ [...] mà không đòi hỏi ghi công" của Martin. Swift khẳng định "Max hiểu tôi muốn thực hiện một album, chứ không phải một tuyển tập bài hát nghe như vừa thu âm tại những địa điểm khác nhau, bởi nhiều người khác nhau." Theo Swift, các nhà sản xuất thu âm góp mặt trong album chỉ từ bốn đến năm người mà cô thực sự muốn hợp tác. Chính cô và Martin là những người cuối cùng "giám sát" và "khiến đĩa nhạc hợp nhất trở lại về mặt âm thanh".
Jack Antonoff là nhà sản xuất chủ lực tiếp theo cho 1989. Anh từng làm việc với Swift qua đĩa đơn nhạc phim "Sweeter than Fiction" (2013) mang đậm màu sắc new wave và bubblegum pop thập niên 80. Trong giai đoạn sản xuất, Swift và Antonoff làm việc từ xa và gửi cho nhau nhiều đoạn hội thoại mỗi khi viết một bài hát mới. Đặc biệt, Antonoff sử dụng nặng nề synthesizer Juno-6 mà anh cảm thấy nhạc cụ đó sẽ đem lại cảm giác "vừa buồn tẻ vừa vinh quang cùng lúc". Anh đồng sáng tác và đồng sản xuất ba bài hát, trong đó gồm hai bài nằm trong bản tiêu chuẩn và một bài nằm trong bản Deluxe. "I Wish You Would" là bài hát mà nam nhạc sĩ thử nghiệm lấy sample nhạc cụ trống lẫy đến từ đĩa đơn năm 1988 "She Drives Me Crazy" của Fine Young Cannibals. Antonoff phát đoạn sample của anh cho Swift nghe bằng iPhone và gửi lại cho cô sau đó để tái thu âm. Bản chính thức cuối cùng của "I Wish You Would" là một bản phối lại nhưng vẫn giữ được tiếng trống lẫy đặc trưng. Đối với ca khúc "Out of the Woods", Antonoff gửi cả phần nhạc khí hoàn chỉnh của anh cho Swift trong lúc cô đang ngồi trên máy bay. Chỉ trong vòng 30 phút, Swift đã gửi lại bản thu âm cho nam nhạc sĩ với lời bài hát được lấy thẳng từ những trang nhật ký của cô. "Out of the Woods" là bài hát đầu tiên mà Swift đã soạn lời dựa trên đoạn nhạc nền sẵn có.
Swift liên hệ với ca sĩ kiêm nhạc sĩ mà cô đã luôn muốn được làm việc chung là Ryan Tedder bằng cách gửi cho anh đoạn thoại voice memo thu âm bằng điện thoại thông minh. Trong 1989, Tedder đồng sáng tác và sản xuất hai bài hát cho nữ ca sĩ là "Welcome to New York" và "I Know Places". Ở "I Know Places", Swift lên lịch hẹn gặp cùng Tedder tại phòng thu âm sau khi cô đã hình thành ý tưởng hoàn chỉnh cho riêng cô. Quá trình thu âm được diễn ra vào ngày tiếp theo sau khi ca khúc được hoàn thiện. Tedder khen ngợi tác phong làm việc luân lý, chuyên nghiệp và cầu toàn hoàn hảo của Swift với tạp chí Time rằng: "95 trên 100 điểm đấy. Nếu như tôi có một bài hát mà chúng tôi đều hài lòng thì nữ ca sĩ ấy sẽ nói, 'Thiệt là tuyệt vời.' Thật hiếm khi nghe thấy câu nói 'Không, vẫn không đúng.' Nhưng với những nghệ sĩ thành công nhất mà tôi làm việc cùng là những người nói thẳng vào mặt tôi rằng, 'Không, anh làm sai rồi,' từ hai hoặc ba lần liên tiếp. Và cô ấy là kiểu người như vậy."
Với ca khúc "Clean", Swift đích thân gặp mặt nhà sản xuất người Anh Imogen Heap tại Luân Đôn sau khi sáng tác lời, điệp khúc và hợp âm cho bài hát. Heap đã giúp nữ ca sĩ hoàn thiện ca khúc bằng cách đánh nhạc cụ như tiếng trống và thêm một chút tiếng ồn. Họ hoàn tất thu âm sau hai buổi trong một ngày tại phòng thu của Heap theo lời nhạc sĩ chia sẻ, "Đó là một ngày rất vui vẻ [...] Cô ấy thu bài hát chỉ hai lần và lần thứ hai là hoàn chỉnh." Người cộng sự lâu đời của Swift Nathan Chapman phụ trách đồng sản xuất "This Love". Trước khi Swift và Martin viết lại ca từ, "Style" là một bài hát nhạc không lời do nghệ sĩ guitar Niklas Ljungfelt và Ali Payami sáng tác nên. Sau khi Payami phát bài hát cho Martin tại phòng thu, Swift tình cờ nghe thấy được và bày tỏ yêu thích. Đoạn guitar được Ljungfelt thu lại trước khi bài hát thuộc về Swift. 1989 được Tom Coyne master trong hai ngày tại phòng thu Sterling Sound Studio ở thành phố New York. Vị kỹ sư âm nhạc cho rằng công việc này "khá dễ dàng" và "trơn tru". Quá trình thu âm album diễn ra tại Conway Studios ở Los Angeles, Jungle City Studios ở New York, Lamby's House Studios ở Brooklyn, MXM Studios ở Stockholm, Thụy Điển; Pain In The Art Studio ở Nashville, Studio Elevator Nobody ở Göteborg, Thụy Điển và The Hideaway Studio. Swift tiết lộ cô sẽ hoàn tất thu âm sau khi vừa kết lại chặng châu Á của The Red Tour vào giữa năm 2014.

## Nhạc và lời

### Âm thanh và thể loại
Phiên bản tiêu chuẩn của album 1989 gồm có 13 track. Trong phiên bản Deluxe, album có thêm 6 track bổ sung gồm 3 bài hát gốc và 3 đoạn ghi âm hội thoại. Swift khẳng định 1989 là "album pop chính thức đầu tiên" được lấy cảm hứng từ âm nhạc của các ca–nhạc sĩ thập niên 1980 như Lennox, Phil Collins hay Madonna ở kỷ nguyên Like a Prayer. Album còn đánh dấu giai đoạn biến chuyển trong âm nhạc của cô, nhờ vào phần nhạc nền của các bài hát được sản xuất bằng những nhạc cụ như đàn tổng hợp âm synthesizer, máy đánh trống lập trình, tiếng bass rộn ràng và phần giọng hát bè qua xử lý. Chính đặc điểm về nhạc cụ trong 1989 đã dẫn đến sự đối nghịch so với các biên khúc acoustic trong album trước đó của Swift. Ngoài ra, âm thanh đàn guitar cũng xuất hiện trong kết cấu một vài bài hát. Vì Swift đã quyết tâm tái tạo lại âm thanh pop thuần túy từ những năm 1980 nên album lần này của cô không hề có những yếu tố thể loại phụ chen vào như hip hop hoặc R&B đương đại vốn phổ biến trong âm nhạc đại chúng lúc bấy giờ. Mặc dù Swift đã tuyên bố cô bắt đầu chuyển mình sang pop ở 1989 nhưng một số nhà phê bình như Marah Eakin của The A.V. Club đã khẳng định rằng nữ ca sĩ đã luôn thiên về pop. Ngay cả những bài nhạc đồng quê cũ nhất của cô cũng hơi hướng đi theo thể loại đại chúng đó.
Âm thanh "Wildest Dreams" được so sánh với các tác phẩm của nữ ca sĩ người Mỹ Lana Del Rey, còn "Style" thì lại gợi người nghe nhớ đến phong cách của Electric Youth và Blood Orange. "Blank Space" mang thể loại electropop tối giản, kết hợp nhịp điệu hip-hop của máy đánh trống. Được xem như một ví dụ hoàn hảo của album, "Out of the Woods" mang các yếu tố của thập niên 1980 xen lẫn đương đại, sử dụng đàn synthesizer Yamaha DX7 và âm thanh méo mó của Minimoog Voyager trong đoạn điệp khúc. "Shake It Off" là một bài nhạc pop tiết tấu nhanh, có xuất hiện tiếng kèn saxophone. Alex Frank của Vogue so sánh đoạn hợp âm "ey ey" trong "Wonderland" với một bài hát của ca sĩ Rihanna. Các yếu tố synth-pop cũng xuất hiện trong "New Romantics", "Welcome to New York" và "You Are in Love". Ba bản ghi âm "I Know Places", "I Wish You Would" và "Blank Space" trong phiên bản Deluxe có chứa lời kể của Swift về quá trình sáng tác và đoạn demo chưa hoàn chỉnh của các ca khúc. Giáo sư truyền thông và nghệ thuật Myles McNutt đã ví những track voice memo là cách thức Swift khẳng định quyền thế của cô với album 1989 cũng như góp phần thách thức "hệ thống phân cấp giới tính" của nhạc pop do các nhạc sĩ sáng tác bài hát và nhà sản xuất nam giới thống trị.

### Lối sáng tác và ca từ
Tương tự như những album liền trước của Swift, 1989 chủ yếu nói về cảm xúc và suy tư xuất phát từ những mối quan hệ lãng mạn đổ vỡ trong quá khứ. Ngoài ra, ca từ của các bài hát trong album cũng được lấy cảm hứng từ những câu chuyện diễn ra trong cuộc sống của Swift lúc bấy giờ. Tuy phong cách sáng tác bài hát của Swift vẫn giữ nguyên là đi theo hình thức kể chuyện bắt nguồn từ hoàn cảnh lớn lên cùng âm nhạc đồng quê của cô, nhưng các nhà âm nhạc học cho rằng lối sáng tác theo âm nhạc pop khi đó của nữ ca sĩ mơ hồ hơn và tập trung nhiều hơn vào cường độ mạch cảm  xúc và ý tưởng đại khái hơn là chi tiết phức tạp. Những nhân vật của Swift bên trong các bài hát 1989 đều thôi trách mắng người yêu cũ và những mối quan hệ thất bại như những bài hát trước đây và thay vào đó là nhìn nhận sự việc bằng góc nhìn đầy tiếc nuối.
Diana Pearl của Marie Claire nhận thấy nội dung về cảm giác tự do hạnh phúc diễn ra sau khi chia tay và cuộc sống độc thân trong 1989 hoàn toàn khác biệt so với nỗi than khóc cho những chuyện tình đoản mệnh hay cảm nhận về những mối tình đổ vỡ thường thấy ở những album trước của Swift. Swift chia sẻ rằng cô thay đổi thái độ lẫn cảm xúc là do bản thân đã nhìn nhận ra "những câu chuyện tình cảm phức tạp hơn thế". Khi đó, nữ ca sĩ thừa biết bản thân cô gái cũng là người có lỗi trong chuyện tan vỡ, thay vì chỉ biết đổ hết mọi lỗi lầm cho đối phương. Nhà báo Brian Mansfield viết cho USA Today đã diễn giải rằng nội dung các ca khúc mặc dù được dựa vào đời tư của Swift nhưng vẫn gây được tiếng vang với đông đảo khán giả do họ tìm thấy sự đồng cảm và bắt gặp hoàn cảnh tương tự trong bài hát của nữ ca sĩ. Khi tổng hợp mỗi dòng thông điệp bí mật của 13 bài hát ẩn chứa bên trong quyển sách booklet của 1989, những câu viết trong đó trở thành một câu chuyện về cô gái cảm thấy rắc rối trong khi yêu và cuối cùng cô nhận ra rằng, "Tuy nàng đã đánh mất chàng nhưng nàng tìm được chính nàng và đó là mọi thứ theo cách nào đó."

### Chủ đề bài hát
Grady Smith từ The Guardian cho rằng chủ đề chính của 1989 là sự khám phá về bản thân. Qua album lần này, Swift trở thành một người trưởng thành có suy nghĩ sâu sắc và tự tin. Cảm xúc của nữ ca sĩ khi lần đầu tiên chuyển nhà đến với thành phố New York đã thôi thúc cô sáng tác nên track mở đầu cho album, "Welcome to New York". Đây là ca khúc synth đã giúp Swift tìm về tự do mới có, là lời tri ân đến thành phố New York, qua đó phản ánh sự thay đổi về mặt âm nhạc và thể hiện lời ủng hộ của cô đến với cộng đồng LGBT. "Blank Space" mang giai điệu tối giản chịu ảnh hưởng của hip hop, với ca từ chế giễu hình tượng mà truyền thông nhìn nhận đời tư của Swift cũng như kể về một cô gái hẹn hò với nam giới chỉ để thu thập ý tưởng và sáng tác nhạc. Quá trình sáng tác một ca khúc mang âm hưởng funk như "Style" được lấy cảm hứng từ những nghệ sĩ "nhạc funky điện tử" như Daft Punk. Lời bài hát kể về mối quan hệ không lành mạnh, và Jordan Sargent của Pitchfork cảm thấy hình tượng cô gái dùng son môi đỏ và một chàng trai trẻ có vẻ ngoài như James Dean chân thật và mãnh liệt đến mức khiến "nét tự nhiên có cảm giác như vô tận". Andre Unterberger từ Spin nhận thấy tính trưởng thành và gợi cảm một cách tế nhị trong ca từ, qua đó "phản ánh sự thay đổi về đối tượng tình cảm" của Swift.
Track thứ tư "Out of the Woods" thuộc thể loại indietronica synth-pop có chứa nhiều đoạn âm thanh hỗn loạn nhờ vào việc tận dụng nặng nề các nhạc cụ organ, đánh phím xếp lớp và giọng nền loop. Swift bảo rằng bài hát được dựa vào tình cảm vì lo sợ gặp rắc rối mà luôn cảm thấy bất an. Khi đó, "Out of the Woods" trở thành ca khúc đại diện tiêu biểu nhất cho 1989. "All You Had to Do Was Stay" kể về cuộc tình đã qua và bài hát được hình thành ngay trong giấc mơ của Swift. Khi đó, nữ ca sĩ đã liên tục hét lên "Stay" với người yêu cũ muốn rời bỏ cô. Ca khúc dance-pop kiêm đĩa đơn mở đường cho 1989 "Shake It Off", có nội dung châm biếm tương tự như "Blank Space". Trong bài hát, Swift đã tỏ ra "tỉnh bơ" trước những lời công kích và nhận xét tiêu cực đến từ những người ghét bỏ hình tượng của cô. Chính vì "I Wish You Would" sử dụng tiếng trống lẫy nhịp nhàng và tiếng guitar rực cháy nên bài hát bubblegum pop dễ dàng cho thấy Swift khao khát quay trở lại chuyện tình trong quá khứ. "Bad Blood" là bài hát với phần khí nhạc tiếng trống đập mạnh và nặng nề, kể về một người đồng nghiệp nữ giấu tên phản bội được cho là Katy Perry. Nguyên nhân bắt nguồn từ sự việc Swift cho rằng Perry đã cố gắng phá hoại chuyến lưu diễn của cô dẫn đến mối quan hệ thù địch trong công nghiệp âm nhạc và khiến cho truyền thông đưa tin mạnh mẽ.
"Wildest Dreams" tận dụng nhạc cụ dây để lột tả mối tình dan díu với người đàn ông không chung thủy trong bầu không khí ngột ngạt và kịch tính. Swift đã hát những ca từ ngột ngạt về một chuyện tình giấu giếm cam chịu bằng chất giọng run rẩy và thì thầm. Đến với "How You Get the Girl", đây cũng là một bản bubblegum pop khác sử dụng strum guitar và giai điệu disco nặng được cho là "quyển cẩm nang dành cho đàn ông" sau khi chia tay. Qua bài hát, Swift cho thấy cô đang có khát khao được trở lại cùng với người yêu cũ. Ca khúc thứ mười một trong 1989, "This Love", là một bài hát ballad electropop mang âm hưởng soft rock mà trong đó, Swift sử dụng hình ảnh đại dương làm phép ẩn dụ cho một tình yêu tan biến rồi quay trở lại như thủy triều. Một số nhà phê bình cảm nhận "This Love" là một trong những bài hát buồn nhất của Swift trong album 1989. Ca khúc áp chót trong phiên bản tiêu chuẩn của 1989 là "I Know Places". Nội dung của bài hát thể hiện ước mong của Swift là được duy trì một mối quan hệ không ổn định. Swift tuyên bố rằng "I Know Places" đóng vai trò là phần tiếp theo lỏng lẻo của "Out of the Woods". Bên cạnh sử dụng đoạn nhạc trống và bass dày đặc và tăm tối, bài hát dùng phép ẩn dụ những con cáo đang cố gắng thoát lui khỏi những kẻ săn lùng để diễn tả một mối tình đang chạy trốn khỏi truyền thông giám sát.
Bài hát cuối cùng trong phiên bản tiêu chuẩn, "Clean", là một bản nhạc soft rock nhẹ và synth-folk với nội dung kể về nhân vật chính đang cố gắng đấu tranh để thoát khỏi tình yêu độc hại nhưng dễ gây nghiện. Đến cuối cùng, nhân vật chính cũng "gột rửa" bản thân sau chuyện tình "mưa bão có sức tàn phá". "Wonderland" là bài đầu tiên trong ba bài hát được bổ sung ở phiên bản Deluxe, với lời ca xuất phát từ bối cảnh truyện cổ tích Alice ở xứ sở thần tiên nhằm diễn tả một cuộc tình rơi vào "hang thỏ". Bản ballad "You Are in Love" được lấy cảm hứng từ tình yêu của Antonoff và Lena Dunham. Ca khúc bàn về một mối quan hệ lý tưởng từ góc nhìn của một người phụ nữ khác, nhờ hàng loạt những hình ảnh "vừa đặc biệt mà cũng rất quen thuộc". Bài bổ sung cuối cùng "New Romantics" lấy đề tài từ cuộc vận động văn hóa vào cuối thập niên 1970 đến đầu thập niên 1980. Với âm thanh synth-pop mạnh mẽ của những năm 1980, "New Romantics" cho thấy Swift đang khơi lại hy vọng và nghị lực của bản thân sau những nỗi đau mà nữ ca sĩ đã phải chịu đựng, cùng phần lời rộn ràng về tuổi trẻ và thể hiện phong thái tự do.

## Tiêu đề và thiết kế
Swift quyết định đặt tên album phòng thu thứ năm là 1989 theo năm sinh của bản thân. Cô cho rằng đó là biểu tượng tái sinh hình tượng và nghệ thuật của chính cô. Theo như phần ghi chú của album, nữ ca sĩ phụ trách chỉ đạo sáng tạo thiết kế đóng gói album, cũng như lên ý tưởng chụp hình bằng máy ảnh tức thì Polaroid từng phổ biến trong giới nhiếp ảnh những năm 1980. Dưới sự chỉ đạo của Swift, Sarah Barlow và Stephen Schofield thực hiện những bức ảnh cho 1989, trong khi Amy Fucci và Austin Hale chịu trách nhiệm thiết kế. Bethany và Josh Newman là chỉ đạo nghệ thuật, còn Lorrie Turk và Joseph Cassell thì làm công việc trang điểm, làm tóc và phục trang.
Ảnh bìa album của 1989 là một bức hình chụp Polaroid của Swift che mất phần mắt ở phía trên. Lúc phỏng vấn với Time, Swift giải thích rằng ảnh bìa của album mang "không khí bí ẩn" và chia sẻ: "Tôi không muốn người khác đọc được DNA cảm xúc trong album này [mà chỉ dựa vào ảnh bìa]. Tôi không muốn họ nhìn thấy một tấm ảnh mỉm cười và nghĩ đây là một album vui vẻ, hay một khuôn mặt sầu não và cho rằng, ồ, đây lại là một đĩa nhạc chia tay." Ngoài ra trong hình bìa, nữ ca sĩ còn tô đôi môi màu son đỏ và mặc áo len lavender in hình chụp những con mòng biển đang bay lượn trên bầu trời xanh thẳm. Tên chữ cái đầu viết tắt của Swift được viết bằng mực đen ở phía bên dưới góc trái, còn tựa album 1989 thì ở bên dưới góc phải.
Đi kèm với chiếc đĩa CD album 1989 là một trong năm xấp 13 hình chụp Polaroid ngẫu nhiên. Tổng cộng có tới 65 hình chụp Polaroid khác nhau, với đề tài đa phần đều mang bối cảnh Swift đi chơi và tạo dáng ở thành phố New York hoặc trong các buổi thu âm cùng với những nhà sản xuất 1989. Những bức hình Polaroid được chụp bằng nghệ thuật out nét (hay còn được gọi là làm mờ ảnh do không lấy nét) với bộ lọc tông màu sepia. Bên dưới hình chụp là những ca từ của các bài hát trong album 1989 do Swift viết bằng mực đen. Giám đốc điều hành của Polaroid Corporation, Scott Hardy, đã tuyên bố rằng ý tưởng Polaroid trong album 1989 giúp hồi sinh những thước phim tức thì, nhất là dành cho những người thuộc tiểu văn hóa hipster vốn đam mê những yếu tố hoài cổ và cổ điển mà công ty Polaroid luôn hướng đến. Năm 2022, Billboard đã gọi bức hình chụp ảnh bìa 1989 là một trong 50 ảnh bìa album xuất sắc nhất mọi thời đại.
1989 còn đính kèm một cuốn tập sách nhỏ (booklet). Mở đầu của tập sách là lời nói đầu của Swift giải thích lý do cô thay đổi hình tượng nghệ thuật, phong cách âm nhạc và bày tỏ mong muốn khám phá bản thân tại thành phố New York. Cuốn booklet này chứa nhiều hình ảnh hậu trường của Swift lúc thu âm cùng Martin, Tedder và Heap, kèm theo đó là ngày chụp cho cô ghi chép lại. Như những album trước, Swift đã lồng vào trứng phục sinh bằng nhiều ký tự in nhỏ trong tập ảnh để chỉ ra ý nghĩa của những bài hát. MTV News đã mô tả những thông điệp này đã "vẽ nên bức tranh của một chàng trai và cô gái yêu nhau sâu đậm nhưng không thể bước tiếp."

## Đĩa đơn
Ngày 18 tháng 8 năm 2014, Swift phát hành đĩa đơn mở đường cho 1989, "Shake It Off", dưới định dạng tải kỹ thuật số. Đĩa đơn đạt thành công lớn về thương mại khi trở thành bài hát thứ 22 dẫn đầu bảng xếp hạng Billboard Hot 100 của Hoa Kỳ trong tuần đầu ra mắt. Ngoài ra, "Shake It Off" còn trở thành bài hát có doanh số tiêu thụ trong tuần lớn nhất năm 2014 với 544.000 bản. "Blank Space" xuất hiện trên đài phát thanh Mainstream Top 40, Rhythmic Top 40, Hot AC vào ngày 10 tháng 11 năm 2014. Bài hát đứng hạng nhất trên Hot 100 suốt bảy tuần liên tiếp và giúp Swift trở thành nữ nghệ sĩ đầu tiên có một ca khúc vượt qua một ca khúc khác của chính mình để giành vị trí thứ nhất trên bảng xếp hạng này.
Big Machine ra mắt "Style" làm đĩa đơn phát thanh vào ngày 9 tháng 2 năm 2015. Bài hát đạt hạng 6 trên Hot 100 và xuất hiện trong top 10 suốt 9 tuần liên tiếp. Đĩa đơn bản phối "Bad Blood" hợp tác cùng Kendrick Lamar được phát hành vào ngày 17 tháng 5. Bài hát thực hiện  một trong những cú tăng hạng cao nhất lịch sử xếp hạng Billboard và trở thành ca khúc quán quân thứ ba của Swift đến từ 1989 và bài hát số một đầu tiên của Lamar trên Hot 100. Đĩa đơn thứ năm, "Wildest Dreams", vươn lên top 10 bảng xếp hạng Hot 100 và là bài hát quán quân đầu tiên của Swift ở bảng xếp hạng Dance/Mix Show Airplay.
Sau khi phát hành làm đĩa đơn quảng bá vào tháng 10 năm 2014, Swift quyết định chọn "Out of the Woods" làm đĩa đơn chính thức thứ sáu cho 1989. Bài hát từng ra mắt ở vị trí thứ 18 trên Hot 100 trong năm 2014. "New Romantics" là đĩa đơn thứ bảy và cũng là cuối cùng trong album được phát hành vào ngày 23 tháng 2 năm 2016. 1989 là album đầu tiên kể từ 21 (2011) của Adele có ba đĩa đơn đạt hạng nhất Hot 100. Năm đĩa đơn đầu tiên trích từ album đều vươn đến ngôi quán quân trên bảng xếp hạng phát thanh Adult Top 40 và Mainstream Top 40, cũng như đạt chứng nhận Bạch kim từ Hiệp hội Công nghiệp ghi âm Hoa Kỳ (RIAA).

## Quảng bá

### Phát hành và tiếp thị
Để thúc đẩy doanh số bán 1989, Swift và Big Machine đã triển khai một kế hoạch tiếp thị rộng rãi. Nhà nghiên cứu học thuật truyền thông Maryn Wilkinson nhận định rằng Swift đã xây dựng cá tính "điên rồ" cho album 1989. Wilkinson cho biết, vì Swift luôn gắn liền với hình tượng là một nghệ sĩ chăm chỉ và chân thực thông qua các bài hát đồng quê, nên nếu như cô muốn mạo hiểm chuyển sang dòng nhạc pop "nhân tạo và công nghiệp" thì cô sẽ phải có kế sách khó hiểu để giữ được tính chân thực của bản thân. Swift đã tận dụng mạng xã hội rộng rãi để tương tác với cộng đồng người hâm mộ. Nhằm thu hút một lượng khán giả trẻ tuổi, nữ ca sĩ đã quyết định quảng bá bài hát đồng quê trực tuyến từ trước đó. Thậm chí, Swift còn tận dụng mạng xã hội để đăng tải các bài viết về đời sống riêng tư của chính mình, giúp cho người hâm mộ cảm nhận con người thực tế của cô cũng như củng cố ủng hộ của họ dành cho nữ ca sĩ. Qua đó, cách tiếp thị này còn góp phần gia tăng một lượng người hâm mộ mới bên cạnh lượng người hâm mộ vốn dĩ đã lớn của Swift.
Cô đã quảng bá album cùng với các nhãn hàng như Subway, Keds và Diet Coke. Một thời gian sau khi hé lộ thông tin trên hệ thống Instagram và Twitter, Swift tổ chức một buổi tọa đàm công bố 1989 tại đỉnh của tòa nhà Empire State vào ngày 18 tháng 8 năm 2014. Tiếp đến, trên trang chủ TaylorSwift.com có mở bán gói đặt trước 1989 gồm ba loại: nhỏ, vừa và lớn. Gói đặt trước loại nhỏ được chào bán 19,89 đô la Mỹ gồm đĩa CD 1989 phiên bản tiêu chuẩn, một gói sáu gảy đàn guitar có in khuôn mặt của Swift trên đó và một ghi chú viết tay của Swift. Gói đặt trước loại vừa có giá 74,89 đô la Mỹ, gồm gói đặt trước nhỏ và bổ sung thêm túi tote, móc chìa khóa, dây buộc tóc và một tấm thạch bản in chín bức hình khuôn mặt biểu cảm "ngớ ngẩn" của Swift. Gói đặt trước loại lớn với giá đắt nhất 198 đô la Mỹ, gồm phiên bản vừa kèm theo chiếc túi đeo sau lưng và chữ ký do Swift ký tên lên tấm thạch bản. Ngoài ra, đĩa vật lý của 1989 còn được bán kèm với đồ dùng như áo thun "Shake It Off", áo tank top "Players Gonna Play" và áo thun tay dài in hình mòng biển đang bay trên trời giống như Swift mặc trên ảnh bìa album.
Trong các tuần lễ kế tiếp, nữ ca sĩ tổ chức nhiều bữa tiệc nghe thử album mang tên "1989' Secret Sessions" dành cho các khán giả hâm mộ. Họ là những người được chính Swift chọn lọc theo dõi và tương tác trên các trang mạng xã hội suốt nhiều tháng liền. Các buổi nghe thử album diễn ra tại nhà riêng của Swift ở thành phố New York, Los Angeles, Nashville, Rhode Island và Luân Đôn. Ngày 14 tháng 10, cô phát hành "Out of the Woods" làm đĩa đơn quảng bá và bắt đầu chuỗi ngày hé lộ một đoạn lời cho mỗi bài hát trên tài khoản Instagram. Swift ra mắt đĩa đơn quảng bá tiếp theo, "Welcome to New York" vào ngày 20 tháng 10, do cách biệt về múi giờ nên bài hát được phát hành sớm hơn tại Nga. Sau khi danh sách bài hát của album bị phát tán lên mạng xã hội Twitter, cô chính thức công bố tên của 13 bài hát trong phiên bản tiêu chuẩn của album vào ngày 22 tháng 10. Ngay sau đó, cửa hàng iTunes Canada vô tình làm rò rỉ một đoạn âm thanh đầy tiếng ồn dài 8 giây với tựa đề "Track 3". Trước khi bị gỡ khỏi hệ thống tải nhạc số, bản track đã kịp thời vươn lên vị trí số một trên bảng xếp hạng iTunes Canada.
1989 bị rò rỉ cách thời điểm phát hành chỉ còn ba ngày. "Blank Space" là bài hát đầu tiên bị đăng tải sớm lên trang YouTube, dẫn đến hãng đĩa Big Machine phải đi "đánh gậy" sau vài tiếng. Lindsey Weber từ Vulture cho rằng vụ việc rò rỉ này bắt nguồn từ Pháp, vì các tập tin được đăng tải bằng ngôn ngữ địa phương. Trong ngày phát hành, Swift trả lời phỏng vấn tại chương trình Good Morning America và The Ellen DeGeneres Show. Lúc 7 giờ tối cùng ngày, cô xuất hiện trên sân thượng tòa nhà Empire State và trình diễn quảng bá album trong một đêm nhạc riêng tư, do Yahoo! Music và iHeartRadio phụ trách phát trực tiếp. Ngày 27 tháng 10 năm 2014, 1989 chính thức ra mắt tại Hoa Kỳ với phiên bản tiêu chuẩn gồm 13 bài hát tại các nhà bán lẻ và trên các nền tảng tải kỹ thuật số. Phiên bản Deluxe được phát hành độc quyền thông qua hệ thống Target ở Hoa Kỳ và Canada, gồm có thêm ba bài hát cùng ba đoạn voice memo. Cả hai phiên bản của 1989 được phát hành ở Đức và Anh Quốc trong cùng ngày. Hãng Microsoft rao bán trọn bộ album với giá chỉ 0,99 đô la Mỹ thông qua ứng dụng Music Deals. Ngày 17 tháng 2 năm 2015, Swift công bố sẽ lần lượt phát hành "Wonderland", "You Are in Love" và "New Romantics" từng bài dưới dạng tải kỹ thuật số trên iTunes Store.
1989 đạt được thành công thương mại suốt thời gian dài và được mệnh danh là Thriller của thập niên 2010. Tháng 11 năm 2020, Swift bắt đầu tái thu âm sáu album phòng thu đầu tiên, gồm cả 1989. Quyết định này xuất phát từ sự việc nhà quản lý tài năng Scooter Braun chiếm giữ bản thu hoàn chỉnh của sáu album đầu tiên mà Swift đã luôn cố mua lại nhiều năm, sau khi cô rời khỏi Big Machine vào tháng 11 năm 2018.

### Dịch vụ phát trực tuyến
—Swift giải thích về vị thế của album đối với thị trường âm nhạc đương đại.
Ngày 7 tháng 7 năm 2014, Swift viết một bài xã luận dài xấp xỉ 1.100 từ mang tựa đề "For Taylor Swift, the Future of Music Is a Love Story" trên tờ The Wall Street Journal. Tại đây, cô nhấn mạnh giá trị quan trọng giữa nghệ sĩ và album cũng như đưa ra nhiều dự đoán "mang tính lạc quan" về tương lai của ngành công nghiệp âm nhạc. Trước đó vào tháng 1 cùng năm, Borchetta chia sẻ "sự quan ngại sâu sắc" về các dịch vụ streaming với tờ Financial Times: "Tôi nghĩ điều đó làm cho giá trị của nền âm nhạc bị suy giảm [...] Phải tốn rất nhiều thời gian, công sức, tiền của và tài năng để làm được việc này, và nếu cứ cho đi để nhận được những đồng rẻ mạt, sẽ có ngày ta không còn khả năng thực hiện nữa."
Vào ngày 3 tháng 11, hãng Big Machine quyết định thu hồi toàn bộ đĩa nhạc của Swift trên các hệ thống phát trực tuyến, trong đó có Spotify, vì muốn người nghe phải trả tiền và đẩy doanh thu cho nữ ca sĩ cao hơn nữa. Thông tin của 1989 vẫn xuất hiện trên trang Spotify, nhưng không có ảnh đồ họa, với một dòng thông điệp đơn giản: "Nghệ sĩ hoặc đại diện của họ quyết định không phát hành album này trên Spotify. Chúng tôi đang cố gắng và hy vọng họ sẽ thay đổi ý định trong thời gian ngắn." Spotify thúc giục Swift trở lại và khẳng định rằng "người hâm mộ có thể nghe nhạc mọi nơi mọi lúc mà họ muốn, và nghệ sĩ có quyền được trả thù lao và bảo vệ cho tác phẩm của mình". Chia sẻ với Time, Swift chỉ rõ việc phát nhạc trực tuyến sẽ gây ảnh hưởng tiêu cực đến lượng đĩa trả phí và chỉ trích cấu trúc hệ thống của Spotify. Cô mong muốn "mọi người nên nghĩ đến giá trị mà nhạc sĩ tạo nên." Trong một buổi phỏng vấn vào ngày 7 tháng 11, Borchetta công bố âm nhạc của Swift chỉ còn tồn tại trên các trang phát nhạc trực tuyến có trả phí như Beats Music hay Rhapsody.
Tháng 6 năm 2015, người đại diện của Swift xác nhận với Billboard rằng cô từ chối đưa 1989 vào danh mục của hãng Apple Music. Ngày 21 tháng 6, cô đăng tải một bức thư gửi đến Tim Cook và hãng Apple Music mang tựa đề "To Apple, Love Taylor" trên tài khoản Tumblr. Trong bức thư, cô khen ngợi Apple là một trong "những đối tác tài ba nhất trong thị trường âm nhạc" rồi đặt vấn đề về quyết định không trả tiền cho nghệ sĩ trong ba tháng dùng thử miễn phí của người dùng, "Tôi cảm thấy ngỡ ngàng, thất vọng và hoàn toàn ngạc nhiên trước lịch sử tiến bộ và rộng lượng của hãng." Swift đứng lên đại diện cho nhiều đồng nghiệp còn ngại ngần và bảo rằng những "nghệ sĩ hoặc ban nhạc mới chỉ phát hành đĩa đơn đầu tiên mà không được trả phí." Chủ tịch phần mềm Internet và dịch vụ Eddy Cue công bố trên Twitter rằng hãng sẽ thay đổi chính sách và đồng ý trả phí cho nghệ sĩ trong thời gian dùng thử sau khi đọc lá thư của Swift. Theo đó, Swift đồng ý đưa 1989 vào hệ thống Apple Music, và góp mặt trong chuỗi quảng bá của Apple Music. Ngày 9 tháng 6 năm 2017, Swift đưa toàn bộ đĩa nhạc của mình, trong đó có 1989, trở lại các nền tảng phát nhạc trực tuyến, bao gồm Spotify, Tidal, Amazon và Pandora.

### Biểu diễn trực tiếp và lưu diễn

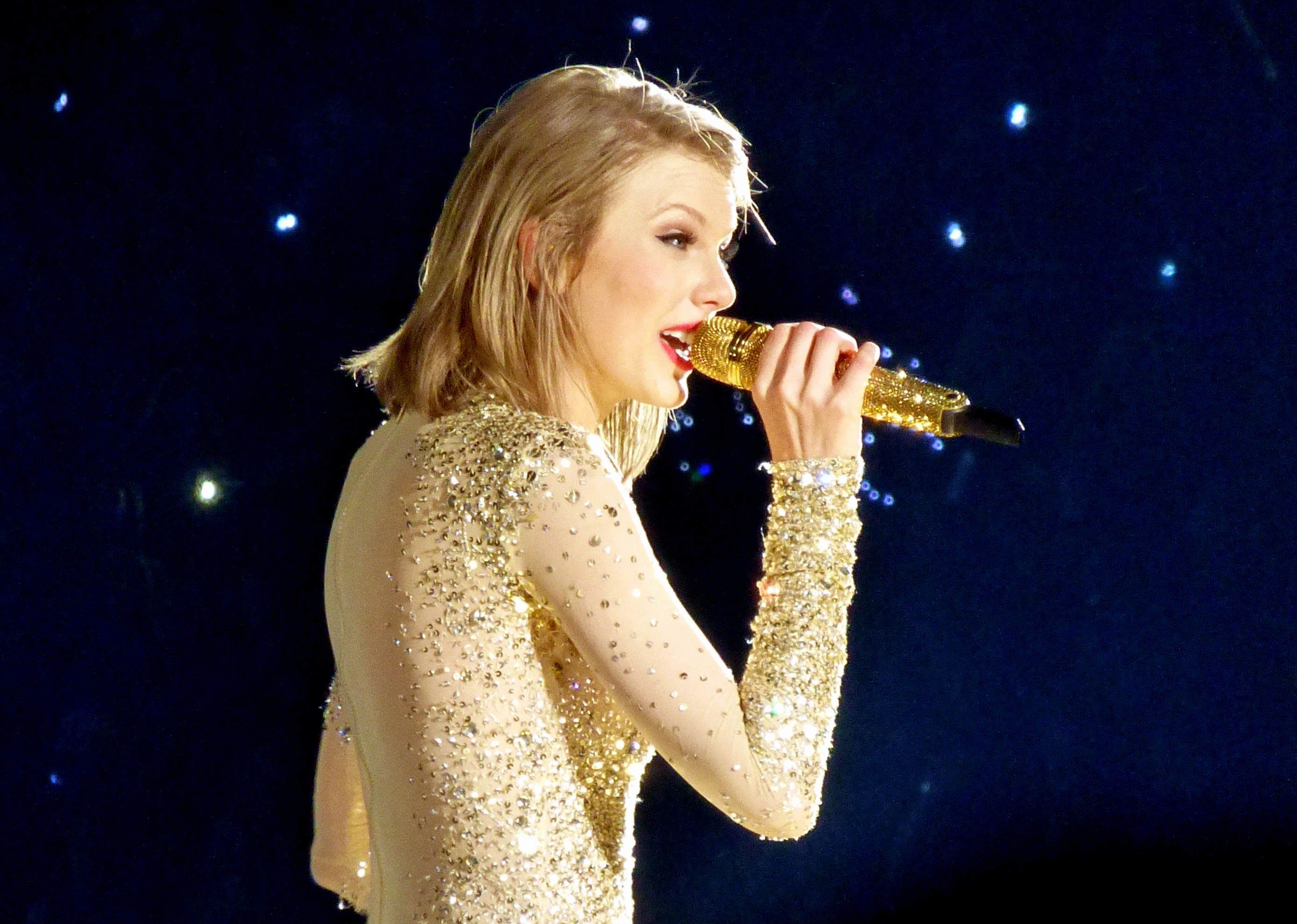
Swift trình diễn trong The 1989 World Tour tại Detroit, Michigan vào tháng 5 năm 2015.

Ngoài việc quảng bá trực tuyến, Swift còn xuất hiện nhiều trên đài phát thanh và truyền hình. Cô biểu diễn tại giải Video âm nhạc của MTV và giải thưởng Âm nhạc Mỹ năm 2014. Nữ ca sĩ còn xuất hiện trên chương trình trò chuyện như Jimmy Kimmel Live!, The Ellen DeGeneres Show, Late Show with David Letterman và Good Morning America. Swift góp mặt biểu diễn tại iHeartRadio Music Festival, buổi hòa nhạc từ thiện "We Can Survive" của CBS Radio, Victoria's Secret Fashion Show và Jingle Ball Tour.
Ngày 3 tháng 11 năm 2014, Swift công bố về chuyến lưu diễn vòng quanh thế giới The 1989 World Tour thông qua tài khoản Twitter, với những tấm vé đầu tiên tại Hoa Kỳ được chào bán từ ngày 14 tháng 11. Chương trình gồm có 85 đêm diễn tại 4 lục địa khác nhau trong vòng 7 tháng và đi qua 55 thành phố. Mở đầu tại Tokyo, Nhật Bản vào ngày 5 tháng 5 năm 2015, và kết thúc vào ngày 12 tháng 12 năm 2015 tại Melbourne, Úc. Trong thời gian lưu diễn, Swift đã mời tổng cộng 78 khách mời đặc biệt tham gia trình diễn cùng cô và 6 nghệ sĩ mở màn theo ngày chọn lọc: HAIM, Shawn Mendes, Vance Joy, James Bay, Ellie Goulding và John Newman. Truyền thông gọi những người đồng hành với Swift là "hội bạn thân" của cô.
The 1989 World Tour thu về 250,7 triệu đô la Mỹ trên toàn cầu, trở thành chuyến lưu diễn có doanh thu cao nhất trong năm 2015. Tính riêng ở Bắc Mỹ, chương trình đạt trên 180 triệu đô la Mỹ, phá vỡ kỷ lục doanh thu cao nhất mọi thời đại của The Rolling Stones năm 2005, giúp Swift trở thành nữ nghệ sĩ đầu tiên trong lịch sử ngành công nghiệp âm nhạc làm được điều này. Swift tự phá kỷ lục chính mình nhờ chuyến lưu diễn Reputation Stadium Tour trong năm 2018. Giới chuyên môn đánh giá The 1989 World Tour nhìn chung là tích cực, với lời khen dành cho màn trình diễn năng động và cách thức dàn dựng của chương trình. Ngày 13 tháng 12 năm 2015, Swift thông báo phát hành bộ phim tài liệu The 1989 World Tour Live dưới định dạng trực tuyến thông qua Apple Music vào ngày 20 tháng 12. Bộ phim hòa nhạc do Jonas Akerlund đạo diễn và ghi hình vào ngày 28 tháng 11 tại sân vận động ANZ, Sydney trước gần 76.000 người hâm mộ. Ngoài toàn bộ tiết mục biểu diễn, The 1989 World Tour Live còn có những đoạn phim hậu trường và quá trình diễn tập cùng với các khách mời đặc biệt.

## Đánh giá chuyên môn
| Đánh giá chuyên môn       | Đánh giá chuyên môn |
| Điểm trung bình           | Điểm trung bình     |
| Nguồn                     | Đánh giá            |
| ------------------------- | ------------------- |
| AnyDecentMusic?           | 7,4/10              |
| Metacritic                | 76/100              |
| Nguồn đánh giá            |                     |
| Nguồn                     | Đánh giá            |
| AllMusic                  | [ 205 ]             |
| The A.V. Club             | B+                  |
| Billboard                 | [ 44 ]              |
| Cuepoint (Expert Witness) | A−                  |
| The Daily Telegraph       | [ 85 ]              |
| Entertainment Weekly      | B                   |
| The Guardian              | [ 208 ]             |
| Los Angeles Times         | [ 67 ]              |
| NME                       | [ 49 ]              |
| Pitchfork                 | 7,7/10              |
| Rolling Stone             | [ 84 ]              |
| Slant Magazine            | [ 80 ]              |
| Spin                      | 7/10                |

Sau khi 1989 ra mắt, album đã nhận về nhiều đánh giá nhìn chung là tích cực từ giới chuyên môn đương thời. Trên trang Metacritic tổng hợp điểm đánh giá trung bình của các nhà phê bình với thang điểm 100, album đạt được số điểm là 76, dựa trên 29 bài nhận xét. Còn AnyDecentMusic? thì tổng hợp 28 bài nhận xét và cho album 7,4 trên 10 điểm.
Đa số những nhà phê bình đánh giá cao nét trưởng thành trong việc nhìn nhận tình yêu và cảm giác đau khổ của Swift. Nhà báo Marah Eakin biên tập cho The A.V. Club tán dương bước biến chuyển của nữ ca sĩ trong việc giải phóng bản thân từ những lần trăn trở trong chuyện tình lãng mạn để chấp nhận và hoan hỉ trong giây phút tích cực. Neil McCormick của The Daily Telegraph khen ngợi "tầm nhìn [sắc bén] và yếu tố cảm xúc gắn kết" trong album vốn đối nghịch với lời ca xuất hiện trong các bản nhạc pop thị trường khác. Trong một bài đánh giá 4 trên 5 sao của The Guardian, Alexis Petridis nhận định 1989 hòa hợp hoàn hảo với tính chân thực của synth-pop theo phong cách thập niên 1980 và bảo rằng album "sở hữu những âm điệu không thể chối từ, cùng những đoạn điệp khúc đồ sộ hoàn hảo với những đoạn hook bắt tai. [1989] nghe giống như một tác phẩm được làm lại một cách đằm thắm từ thể loại nhạc pop rock cuối thập niên 80 của MTV, chẳng hạn như Rush Hour của Jane Wiedlin."
Jem Aswad từ Billboard xem 1989 là "dòng nhạc pop tinh vi và xứng đáng được công nhận rộng rãi ở thị trường thương mại". Andy Gil đến từ The Independent phong tặng album này 3 trên 5 sao, cho rằng 1989 là tập hợp của "những nét tương phản rõ ràng, những biến đổi bất thình lình và hình tượng gây mâu thuẫn" và các bài hát đang cố gắng "tóm lược những biến chuyển cảm xúc sâu sắc bằng những ca từ nổi bật". Trong một bài đánh giá trên Time, Sam Lansky cho rằng "những âm thanh chuyên nghiệp, tinh xảo của 1989 đánh dấu tay nghề ấn tượng khi [Swift] chuyển mọi sự quan tâm của khán giả xoay quanh chuyện cá nhân sang các giá trị âm nhạc, một hành động rất thông minh và đầy tự tin." Craig Manning từ AbsolutePunk cảm thấy việc "tách ra khỏi dòng nhạc đồng quê và chuyển sang nhạc pop" có thể là bước chuyển mình lớn nhất trong sự nghiệp của Swift trong suốt 5 năm trở lại.
Tuy nhiên, thể loại nhạc synth-pop thập niên 1980 trong 1989 đã vấp phải những nhận xét trái chiều từ các cây bút. Trong một bài đánh giá nhiệt tâm của Jon Caramanica từ The New York Times, sau khi cảm nhận album "tràn ngập các bài hát được xây dựng chuyên nghiệp và nhẹ nhàng về nỗi đau", nhà báo đúc kết nhận xét bằng lời khen cho Swift đã tránh xa các xu hướng kết hợp giữa hip hop/R&B đương đại và bảo rằng, "Cô Swift đang hướng tới đâu đó thậm chí còn cao xa hơn. Đây là một phong cách đi trước thời đại mà ít có ngôi sao nhạc pop thực thụ nào thèm quan tâm." Cộng tác viên lâu năm Rob Sheffield trên Rolling Stone đã phong tặng album 4 sao. Anh cảm thấy album "kỳ quặc một cách sâu sắc, xúc cảm một cách cuồng nhiệt, nhiệt tình một cách hoang dại, 1989 nghe hệt như [Swift], cho dù không giống với bất kỳ thứ gì mà cô ấy từng thử nghiệm trước đây." Trên Cuepoint, mặc dù nhà phê bình Robert Christgau hoan nghênh Swift đã từ bỏ nhạc đồng quê để khám phá những phong cách mới, nhưng ông cảm thấy quá trình thay đổi của nữ ca sĩ không triệt để dứt khoát. Matthew Horton từ NME mô tả 1989 là một "hiện tượng nhạc pop" và khen ngợi Swift "kiên quyết cắm lá cờ của mình trong lãnh địa dòng nhạc pop". Anh nhận định quá trình chuyển đổi sang nhạc pop của Swift là "một thành công", ngoại trừ việc nữ ca sĩ đã đưa "tạp nham soft-rock" vào "This Love" và "Clean". Cây bút Shane Kimberlin của tạp chí musicOMH cho rằng quá trình chuyển đổi sang nhạc pop trên 1989 của Swift là "không hoàn toàn thành công". Tuy nhiên, anh vẫn ca tụng lời bài hát của cô đã kết hợp "đủ tình thái và cá tính" vốn hiếm thấy trong nền nhạc đại chúng.
Nhiều nhà phê bình đã bắt bẻ rằng việc Swift chuyển từ nhạc đồng quê sang nhạc pop đã làm suy giảm tính chân thực trong âm nhạc của cô, đặc biệt "bản chất chủ nghĩa tư bản" của thể loại pop hoàn toàn tương phản với tính chân thực mạnh mẽ của đồng quê. Annie Galvin bên Slant Magazine nhận xét rằng việc Swift vẫn duy trì lối sáng tác thông minh nên đã tạo sự khác biệt cho các bản phát hành trước đó của cô, nhưng lại đáng thất vọng với phong cách âm nhạc mới. Adam Markovitz của Entertainment Weekly phê bình Swift "đang cố gắng giành chiến thắng ở cuộc chơi của kẻ khác, gọt đẽo những ca từ về thứ tình yêu đại trà trên lối nhạc của đàn synthesizer." Tương tự, người viết tạp chí Andrew Unterberger cho Spin chỉ trích Swift sử dụng đàn Organ tổng hợp âm nặng nề đã làm nhấn chìm lời bài hát trong nền nhạc. Stephen Thomas Erlewine của AllMusic diễn tả 1989 giống như một bản nhạc nền tinh xảo thể hiện lối sống đầy khát vọng nhưng tài nào không vượt qua được "sự trong suốt nhất thời của nhạc pop hiện đại", còn Mikael Wood lên bài nhận xét bên Los Angeles Times thì cho rằng album này không chân thực nhưng anh vẫn thừa nhận nỗ lực của Swift trong việc mô phỏng âm nhạc của thời đại mà nữ ca sĩ chưa từng trải qua. Trên New York Daily News, Jim Farber nhận định album này của Swift "mang tính thoái bộ, tươi tắn và non trẻ nhất từ trước tới nay", cũng như xem đây là "tác phẩm sáo rỗng và ít quan trọng nhất của cô ấy". Cây viết Emma Dibdin từ Digital Spy gọi 1989 là "sản phẩm dễ chịu, bắt tai và mang nhiều dự tính nhất mà Swift từng sản xuất", nhưng lại là "album ít mang tính cá nhân nhất của cô ấy cho đến hiện nay".

## Giải thưởng và thành tựu
1989 thắng nhiều giải thưởng lớn trong ngành công nghiệp âm nhạc gồm có Album Pop/Rock được yêu thích nhất tại giải thưởng Âm nhạc Mỹ, Album của năm (Phương Tây) tại giải thưởng Đĩa vàng Nhật Bản năm 2015 và Album của năm tại giải thưởng Âm nhạc iHeartRadio năm 2016. Album nhận về những đề cử như Album Pop/Rock quốc tế xuất sắc nhất tại giải thưởng Âm nhạc Echo, Album quốc tế của năm tại giải Juno, và Album quốc tế xuất sắc nhất tại Los Premios 40 Principales năm 2015. Tại giải Grammy lần thứ 58 vào năm 2016, 1989 đoạt giải Album của năm và Album giọng pop xuất sắc nhất. Swift lập kỷ lục là nghệ sĩ nữ đầu tiên thắng giải Album của năm hai lần, lần đầu tiên là Fearless (2008) vào năm 2010.
Nhiều ấn phẩm xếp 1989 vào danh sách xuất sắc nhất năm 2014. Các nhà xuất bản chọn album vào danh sách top 10 gồm có Billboard (1), American Songwriter (4), Time (4), The Daily Telegraph (5), The Music (5), Drowned in Sound (6), Complex (8), and Rolling Stone (10). Các nhà xuất bản khác liệt kê 1989 vào danh sách gồm The Guardian, The A.V. Club, PopMatters, Pitchfork, và MusicOMH. Album xếp hạng 7 trong cuộc khảo sát nhà phê bình đại trà Pazz & Jop bên The Village Voice vào năm 2014 và góp mặt trong danh sách theo ý kiến cá nhân giới chuyên môn như Jon Caramanica bên The New York Times (7), Ken Tucker bên NPR (3), và Brian Mansfield bên USA Today (1).

## Diễn biến thương mại

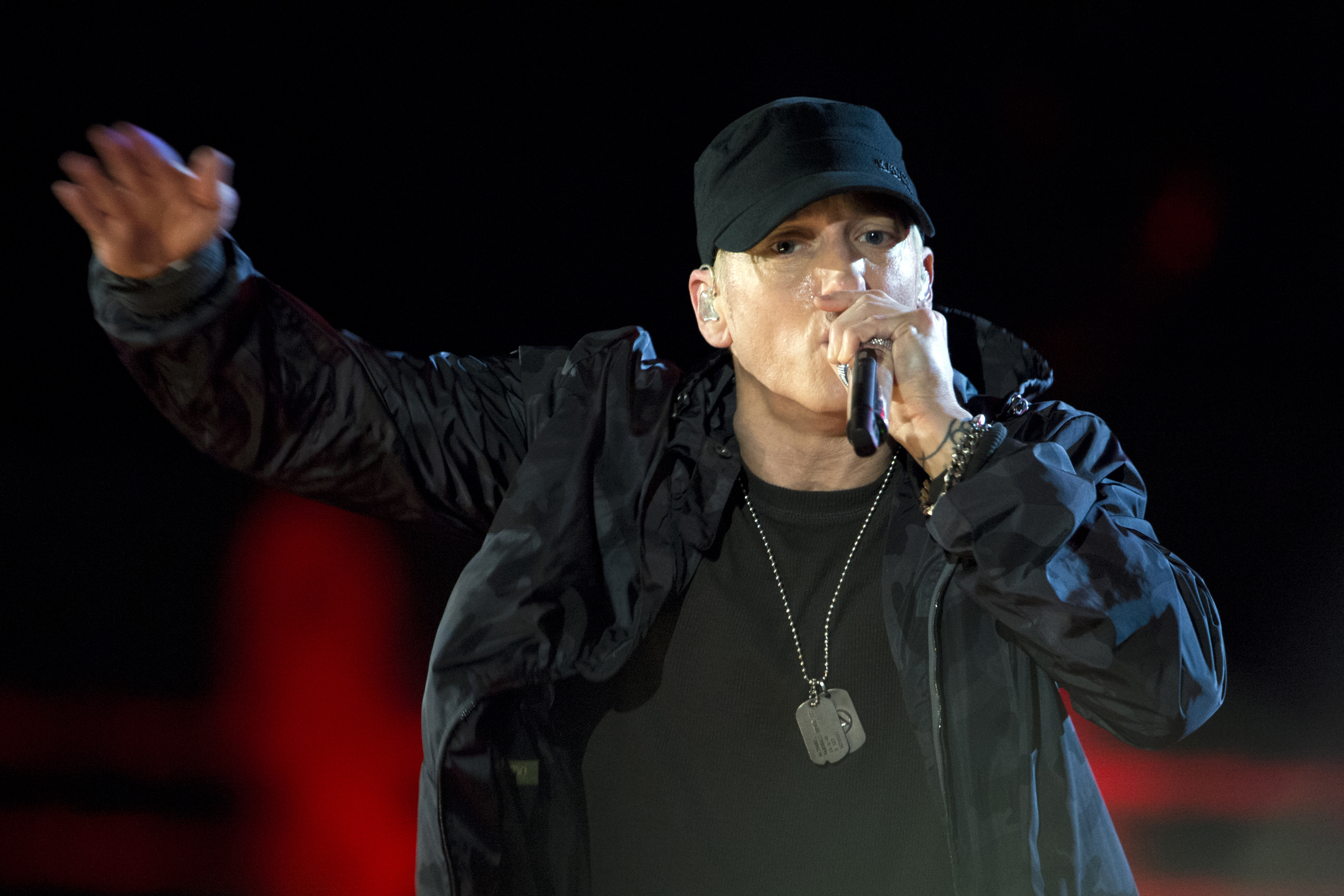
1989 là album bán chạy nhất tại Hoa Kỳ trong tuần đầu tiên kể từ The Eminem Show (2002) của Eminem.

1989 đạt 1,287 triệu bản trong tuần đầu phát hành tại Hoa Kỳ và ra mắt ở vị trí quán quân trên bảng xếp hạng Billboard 200, trong đó gồm 647.000 đĩa thực và 640.000 bản tải kỹ thuật số tính tới hết ngày 2 tháng 11 năm 2014. Lượng album bán với giá 0,99 đô la Mỹ qua hãng Microsoft không được tính, do chính sách loại bỏ lượng đĩa bán với giá dưới 3,99 đô la Mỹ trong 4 tuần đầu ra mắt của Nielsen SoundScan. Album phá kỷ lục doanh số của chính Swift, là album thứ 19 bán hơn một triệu bản ở tuần đầu tiên lên kệ trong lịch sử số liệu của SoundScan. Đây là tuần đạt doanh số bán chạy thứ bảy trong lịch sử, kể từ The Eminem Show (2002) của Eminem. Swift cũng là nghệ sĩ đầu tiên có trong tay ba album tiêu thụ hơn một triệu bản trong tuần đầu. Album vượt hai triệu bản và tiếp tục dẫn đầu Billboard 200 trong tuần phát hành thứ hai và thứ ba. Trong tuần lễ ngày 13 tháng 12 năm 2014, 1989 là album đầu tiên đạt hạng nhất sau khi Billboard 200 sáp nhập hoạt động phát trực tuyến vào cơ chế ước tính, với 339.000 đơn vị album tương đương (trong đó có 281.000 bản album thực). Album tiếp tục tiêu thụ thêm 200.000 bản trong mỗi 10 tuần sau khi ra mắt, thành tích mà Usher cùng Confessions đạt được năm 2004. 1989 bán hơn 3,6 triệu bản trong năm 2014 và là album bán chạy nhất năm tại Hoa Kỳ, vượt mặt Ghost Stories của Coldplay.
Đến tuần lễ ngày 18 tháng 1 năm 2015, 1989 đã bán được hơn 4 triệu bản, trở thành album đầu tiên đạt thành tích này kể từ Red vào tháng 2 năm 2014. Cuối tháng 2 năm 2015, trong tuần phát hành thứ 15, 1989 dẫn đầu bảng xếp hạng tại Hoa Kỳ trong 11 tuần không liên tiếp, biến Swift trở thành nữ nghệ sĩ có số tuần dẫn đầu Billboard của tất cả các album cao thứ nhì, đứng sau Whitney Houston. Đây là một trong 9 album duy nhất có 24 tuần phát hành đầu tiên lọt vào top 5 Billboard 200, kể từ 1963. Ngày 13 tháng 3 năm 2015, Billboard thông báo 1989 đã vượt doanh số của Red và Speak Now tại Hoa Kỳ, chỉ sau 19 tuần phát hành. 1989 vượt qua 5 triệu bản tiêu thụ ở Hoa Kỳ tính đến tháng 7 năm 2015, trở thành album bán chạy nhất tính từ năm 2004. Ngày 27 tháng 10 năm 2015, 1989 trở thành album thứ năm trong lịch sử đạt top 10 Billboard 200 trong suốt một năm đầu tiên ra mắt. Kể từ tuần thứ 54, 1989 không còn nằm trong top 10 nữa. Tính đến tháng 8 năm 2022, album dành ra tổng cộng 500 tuần trụ bảng xếp hạng Billboard 200. Với 6,215 triệu bản tính đến cuối năm 2019, 1989 trở thành album bán chạy thứ ba trong thập kỷ 2010 tại Hoa Kỳ. Hiệp hội Công nghiệp Ghi âm Hoa Kỳ (RIAA) chứng nhận cho album đĩa 9× Bạch kim. Tính đến tháng 8 năm 2023, 1989 đã bán được 12,3 triệu đơn vị tương đương tại Hoa Kỳ.
Tại Canada, 1989 mở đầu tại ngôi quán quân với 107.000 bản và bán chạy nhất kể từ năm 2008. Album tiếp tục trở thành sản phẩm bán chạy nhất năm 2014 tại quốc gia này với 314.000 bản tiêu thụ. Tại Anh Quốc, 1989 đạt 90.000 bản chỉ trong vòng bảy ngày ra mắt, trở thành album thành công nhất của một nữ nghệ sĩ trong năm 2014. Đến tháng 4 năm 2016, album đã bán ra 1,03 triệu bản tại Anh Quốc, và đạt chứng nhận 6× Bạch kim từ British Phonographic Industry (BPI). Tại Úc, đây là album thứ ba liên tiếp của Swift đạt đến ngôi quán quân, với doanh số 43.428 bản trong chưa đầy bốn ngày đầu và giành danh hiệu album bán chạy nhất của năm. Ở thị trường các quốc gia châu Á–Thái Bình Dương, 1989 được chứng nhận Bạch kim ở Nhật Bản và Singapore, và trở thành một trong album số bán chạy nhất ở Trung Quốc nhờ vào trên một triệu bản được tẩu tán ở quốc gia này tính tới tháng 8 năm 2019.
Theo Liên đoàn Công nghiệp ghi âm quốc tế, 1989 bán 6 triệu bản năm 2014 và 3,5 triệu bản năm 2015 trên toàn cầu. Đến năm 2022, 1989 trở thành album bán chạy nhất của Swift với 14 triệu bản đã được tẩu tán trên toàn thế giới. 1989 còn vươn lên vị trí số một ở bảng xếp hạng tại nhiều quốc gia như Bỉ, Ireland, Hà Lan, New Zealand, Na Uy và Hà Lan. Album được chứng nhận đa Bạch kim ở nhiều nước như Úc (11× Bạch kim), Áo (3× Bạch kim), Bỉ (4× Bạch kim), New Zealand (10× Bạch kim), và Na Uy (3× Bạch kim). Sau khi Swift tổ chức chuyến lưu diễn The Eras Tour vào tháng 3 năm 2023, doanh số và lượt phát trực tuyến ở toàn bộ đĩa nhạc của nữ ca sĩ tăng cao đột biến. 1989 vươn lên vị trí cao nhất tại bảng xếp hạng album ở Hy Lạp (1), Áo (4), Thụy Điển (17). Album góp mặt tại các bảng xếp hạng mới ở Argentina (1), Uruguay (7), và Iceland (25).

### Phân tích
Lượng doanh số của 1989 thu hút sự chú ý của dư luận trong nhiều tháng liền, khi được kỳ vọng có thể tạo nên cú hích trong lúc diễn ra cuộc khủng hoảng ngành công nghiệp âm nhạc tại Hoa Kỳ. Ben Sisario của The New York Times cho rằng sự lên ngôi của dịch vụ streaming và quyết định từ bỏ phong cách nhạc đồng quê "có thể làm tổn hại tới doanh số bán của Swift". Tương tự, báo cáo của Billboard cho thấy nguy cơ "nhiều người hâm mộ nhạc đồng quê có thể bỏ rơi Swift vì cô chuyển sang dòng nhạc pop" và thị trường "tụt giảm thảm hại" là nguyên nhân khiến họ lo ngại về lượng bán của 1989. Anthony DeCurtis của Rolling Stone gọi sự kiện phát hành 1989 "sẽ là một phép thử quỳ tím cho cả ngành công nghiệp. Chưa một album nào trong năm đạt tới chứng nhận Bạch kim—ngay cả Beyoncé—vì chẳng ai bỏ tiền mua album nữa". Khi album bị rò rỉ chỉ vài ngày trước khi ra mắt, DeCurtis tin rằng doanh số sẽ không bị ảnh hưởng, vì "người hâm mộ của Taylor Swift trung thành một cách bất thường. Tôi không tin có người muốn trả tiền cho 1989 lại bị lung lay bởi vụ rò rỉ."
Ba tuần trước khi ra mắt, giới phân tích nhận định 1989 có thể bán ra 750.000 bản trong tuần đầu, vì "sự xuống dốc đồng bộ trên thị trường và tiến triển ảm đạm của một vài sản phẩm lớn vào thời gian đó". Ngày 21 tháng 10 năm 2014, Steve Knopper từ Rolling Stone cho rằng đây có thể là album cứu vãn một "năm doanh thu tồi tệ", với 600.000 đến 750.000 bản trong bảy ngày đầu ra mắt. Sáu ngày sau, Billboard cho rằng "còn quá sớm để biết album này liệu có vượt mốc một triệu hay không" và đưa ra ước lượng hơn 800.000 bản. Tạp chí này nâng cao dự đoán lên 900.000 bản vào nửa ngày phát hành đầu tiên, rồi lên thành một triệu bản vào ngày 28 tháng 10. Chỉ trong ngày lên kệ đầu tiên, các chuyên gia tự tin rằng 1989 sẽ vượt mốc một triệu bản và trở thành album bán chạy nhất năm bằng doanh số tuần đầu. Ước lượng tiếp tục tăng lên từ 1,2 triệu trong chưa đầy 48 tiếng phát hành, cho đến con số cao nhất là 1,3 triệu bản vào ngày 2 tháng 11 năm 2014.
Theo hãng Apple, 1989 phá vỡ kỷ lục đặt mua của Midnight Memories (2013) mà ban nhạc One Direction nắm giữ tại cửa hàng iTunes Hoa Kỳ. Trong ngày phát hành đầu tiên, album tiêu thụ khoảng 600.000 bản, chủ yếu dựa trên hệ thống Target và iTunes. Tính đến ngày 29 tháng 10, album đạt 751.000 bản từ 6 thị trường khác nhau. Theo thống kê của Billboard, doanh số tuần đầu của 1989 tiêu thụ ở 10 hãng bán lẻ khác nhau, đứng đầu là iTunes (616.000) và Target (474.000), chủ yếu tại các tiểu bang Nam Đại Tây Dương và Trung Nam Hoa Kỳ. Trên bảng xếp hạng Billboard 200, 1989 mở đầu tại ngôi quán quân, với ước lượng thành tích xuất phát bằng doanh số của các album xếp từ vị trí thứ 2 đến vị trí thứ 107 trong tuần lễ đó gộp lại. Brian Mansfield từ USA Today ước tính cứ mỗi giây trôi qua thì lại có từ hai bản trở lên được bán ra, chiếm 22% trong toàn bộ thị trường âm nhạc trong tuần lễ đó.
Billboard phân tích thành công thương mại của 1989 là nhờ vào tần suất xuất hiện dày đặc của cô trên sóng truyền hình và phát thanh, những hiện vật đính kèm album và nói không với cơ sở streaming trực tuyến. Sisario chú ý tới chiến dịch quảng bá "rộng rãi nhất có thể" thông qua các sản phẩm nhượng quyền và mạng xã hội đã giúp cô bù đắp những nguy cơ thất bại. Báo cáo của Zack O'Malley Greenburg từ Forbes cho thấy ngoài Swift, không nghệ sĩ nào khác có album phát hành trong năm 2014 chạm mốc 1 triệu bản và gọi đây "có thể là đĩa Bạch kim cuối cùng của mọi thời đại", nhấn mạnh vào sự ảnh hưởng doanh số do dịch vụ streaming trực tuyến đang phát triển. Luật gia ngành giải trí Lori Landew chia sẻ: "Tôi muốn tin rằng thành công của 1989 là dấu hiệu vực dậy nền công nghiệp đĩa hát. Nhưng rồi tôi buộc phải tin rằng điều đó không đúng. Sự thành công đến nhờ một cộng đồng hâm mộ hùng hậu và trung thành".

## Di sản

### Ảnh hưởng văn hóa
1989 đã làm thay đổi hình tượng của Swift từ một ca sĩ đồng quê sang một biểu tượng nhạc pop. Theo cây viết Raisa Bruner đến từ Time, "1989 đã vĩnh viễn làm thay đổi công nghiệp âm nhạc và đã củng cố vị trí của Swift không chỉ với tư cách là một nghệ sĩ chạy đường dài mà còn là một ngôi sao sáng tạo âm nhạc theo cách riêng của cô ấy." Đây còn là album thứ hai có nhiều hơn năm đĩa đơn top 10 tại Hoa Kỳ trong thập kỷ 2010, và đưa Swift trở thành nghệ sĩ nữ thứ hai có hai album sở hữu năm bản hit top 10 tại Hoa Kỳ. Các đĩa đơn trong album 1989 được phát đi phát lại rất nhiều lần ở nhiều trạm phát thanh Mỹ suốt một năm rưỡi tính từ ngày được cho ra mắt, và đến cả Billboard còn phải công nhận đây là "một kiểu văn hóa hiện diện khắp nơi" hiếm có đối với một album được ra lò vào những năm 2010. Học giả nhân văn Shaun Cullen đã gọi Swift là một hình mẫu của "đỉnh cao nhạc pop hậu thiên niên kỷ". Swift tiếp tục đưa âm thanh pop của thập niên 1980 xuất phát từ 1989 lên những album tiếp theo chẳng hạn như Reputation (2017), Lover (2019) và Midnights (2022). Antonoff thì tiếp tục hợp tác với Swift trong những album đó cũng như với nhiều nhạc sĩ khác dẫn đến thành công thương mại. Anh đã ghi công Swift là "người đầu tiên" công nhận anh là một nhà sản xuất âm nhạc.

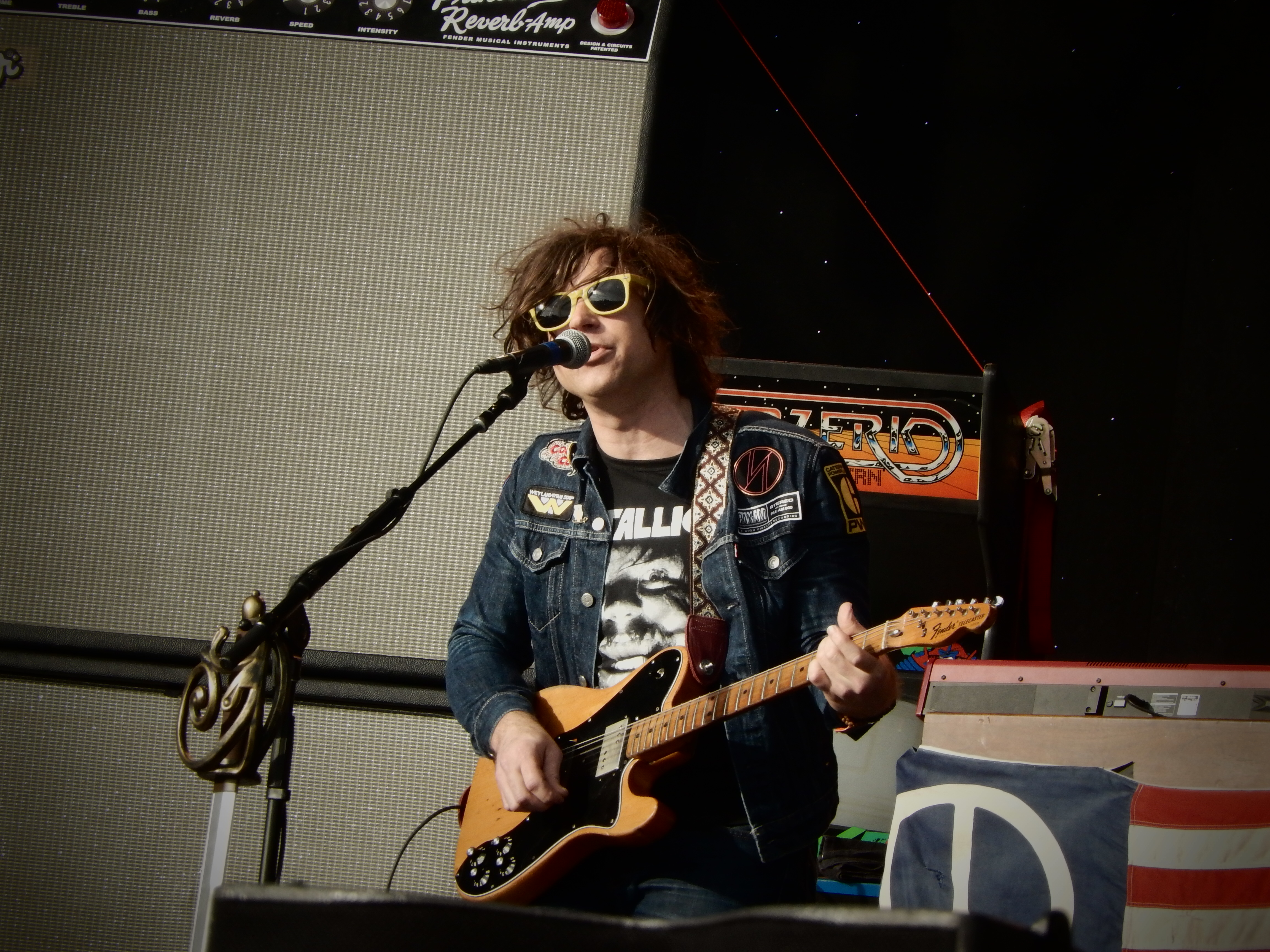
Ryan Adams (hình) đã phát hành album hát lại từng bài trong 1989 vào tháng 9 năm 2015.

Các nghệ sĩ đã công nhận 1989 là cảm hứng sáng tác như ca–nhạc sĩ Conan Gray, diễn viên kiêm nhạc sĩ Jared Leto, và ban nhạc pop The Vamps. The Vamps đã khơi gợi ý tưởng từ 1989 để làm nên album Wake Up (2015) của họ. Đạo diễn Jennifer Kaytin Robinson đã gọi 1989 là nguồn cảm hứng để cô cho ra mắt bộ phim điện ảnh đầu tay, Someone Great (2019). Ca sĩ kiêm nhạc sĩ sáng tác bài hát Ryan Adams đã phát hành album hát lại từng bài trong 1989 vào tháng 9 năm 2015 vì đây là bản ghi "rộn ràng" đã giúp anh vượt qua được nỗi đau do hôn nhân của anh đổ vỡ vào cuối năm 2014. Trong phần trình diễn, Adams đã kết hợp các nhạc cụ acoustic, đối nghịch với nền nhạc điện tử của bản gốc. Swift bày tỏ thích thú với bản cover của Adams và nói với anh rằng, "Những gì anh đã làm với album của tôi giống như các diễn viên đang thay đổi điểm nhấn vậy."
Song hành cùng thành công của 1989, hình tượng siêu sao nhạc pop của Swift từ đây trở thành một chủ đề để truyền thông đeo bám. Mặc dù Swift tự nhận chính mình là một người ủng hộ nữ quyền, nhưng nhiều người cho rằng việc cô kết thân và xuất hiện cùng với các ca sĩ và người mẫu thời trang mà giới truyền thông gọi là "hội bạn thân" của cô là chỉ để giữ tên tuổi của mình nổi bật trên các đầu đề báo giới. Giáo sư về văn hóa đại chúng và phim ảnh Kristy Fairclough nhấn mạnh "nghệ thuật thẩm mỹ và tính chân thành đang thay đổi của cô ấy, vốn gây khó hiểu trong câu chuyện tổng thể, đã góp phần đưa Taylor Swift trở thành trung tâm của cả vũ trụ văn hóa." Sau những lần tranh chấp với một số người nổi tiếng gồm cả rapper Kanye West, các ca khúc của Swift đã giảm đi tính chân thực mà cô vẫn duy trì. Swift tuyên bố tạm dừng hoạt động kéo dài sau The 1989 World Tour vì "mọi người có thể cần tránh xa [cô ấy]." Album tiếp theo Reputation ra đời là nhờ cảm hứng xoay quanh truyền thông náo động và danh tiếng của cô.

### Tái đánh giá
Sau khi Adams ra mắt album hát lại 1989 vào năm 2015, Pitchfork đã vấp phải chỉ trích vì chỉ chăm chú đánh giá nhạc phẩm của anh trong khi bỏ qua album gốc của Swift. Trên tạp chí New Statesman, Anna Leszkiewicz đã viết rằng "các nhà phê bình âm nhạc trí tuệ nhất" đã khen ngợi Adams trong việc biến 1989 của Swift từ một album "sến súa" thành một album nghiêm túc hơn. Nhà triết học Alison Stone lên tiếng rằng cách đón nhận như thể thật chất là do mê rock và có thái độ phân biệt giới tính. Theo Stone, báo chí âm nhạc cho rằng nhạc pop của Swift mang những phẩm chất "nữ tính" là "hời hợt và tầm thường". Họ đánh giá nữ ca sĩ thấp kém hơn so với indie rock và danh tính "ca sĩ–nhạc sĩ" của Adams ở góc độ chân thực và ý nghĩa. Stone và Forrest Wickman phía tờ Slate khẳng định đây là xu hướng của Pitchfork và các nhà phê bình nhạc rock khác là thích những nhạc sĩ nam giới và "sắc sảo" hơn là những nghệ sĩ "chính thống".
Về sau, các bài đánh giá đã nhìn nhận 1989 là một sự thành công về mặt nghệ thuật. Người viết tạp chí Ellen Johnson cho Paste bảo rằng đó là "một trong những album nhạc pop Mỹ hay nhất mọi thời đại", và Alex Bilmes đến từ Esquire đã xem 1989 là kiệt tác của Swift cũng như một tác phẩm kinh điển hiện đại. Nhà báo Ian Gormely đảm nhận bên The Guardian đã phát biểu rằng 1989 đã khiến Swift trở thành chất xúc tác cho chủ nghĩa nhạc pop lạc quan và phê phán các khán giả nhạc "indie" đã chối từ phần lớn nhạc pop "chính thống". Lucy Ford bên GQ cho biết, bằng cách theo đuổi synth-pop, Swift đã "[chứng minh] các thể loại không biểu thị tính chân thực". Đối với nhiều nhà phê bình, 1989 chính là một nhạc phẩm nổi bật trong làng âm nhạc đương đại vì Swift cố tình lãng tránh các xu hướng hip hop đương đại để kết hợp những ảnh hưởng âm nhạc của những năm 1980/1990, khiến 1989 trở thành một album đầy tham vọng với âm hưởng hoài cổ và cổ điển. Rob Freeman bên BBC đã diễn tả âm thanh của album là "retrofuturism" (viễn tưởng và hoài cổ). Nhà báo Hannah Mylrea trực thuộc NME tán dương 1989 là album hay nhất của Swift nhờ vào quá trình phối khí tinh tế và tài sáng tác ca từ sắc sảo. Kelsey Barnes từ Alternative Press và Annie Galvin viết cho Slant Magazine đồng tình quan điểm rằng album đã thúc đẩy quyền tự chủ nghệ thuật của Swift trong việc thử nghiệm những âm thanh và phong cách sáng tác khác nhau. Một vài nhà phê bình như Lucy Harbron của Clash và Neil Smith từ BBC đã gọi 1989 là tác phẩm tiên phong dành cho bất cứ nghệ sĩ nào muốn thử nghiệm vượt ra ngoài ranh giới nhận thức âm nhạc của họ.
Nhiều ấn phẩm đã xếp hạng 1989 trong số những album xuất sắc thập niên 2010. Theo Metacritic, đây là album được đánh giá cao thứ 16 trong danh sách cuối thập kỷ. The A.V. Club và Slant Magazine xếp 1989 vào danh sách top 10, và album còn góp mặt trong danh sách top 50 theo Billboard, Consequence, NME, Paste, Rolling Stone và Uproxx. Consequence đặt 1989 ở vị trí thứ sáu trong danh sách những album nhạc pop hay nhất thập niên 2010, còn  Chris Willman soạn báo cho Variety thì đưa album lên hàng đầu trong danh sách cảm nhận của anh. The Guardian đã xướng 1989 ở vị trí thứ 89 trong danh sách 100 album hay nhất thế kỷ 21 năm 2019. Ed Potton bên The Times gọi đó là "album của thế kỷ". Trong khảo sát độc giả của Pitchfork vào cuối thập kỷ 2010, 1989 đứng thứ 44 trong cuộc bình chọn. 1989 nằm ở vị trí thứ 393 trong tái bản 2023 500 album vĩ đại nhất của Rolling Stone, và thứ 39 trong danh sách 100 album vĩ đại nhất Consequence vào năm 2022.

### Tái thu âm năm 2023
Năm 2018, Swift rời khỏi Big Machine và ký bản hợp đồng mới với Republic Records. Tuy nhiên, cô đã vướng phải một cuộc tranh chấp quyền sở hữu tác phẩm vào giữa năm 2019 với người quản lý tài năng Scooter Braun, nguyên nhân bắt nguồn từ việc Braun đã mua lại Big Machine Records kèm theo các bản thu hoàn chỉnh những album trước đó của nữ ca sĩ dưới sự phát hành từ phía hãng đĩa cũ. Sau khi cân nhắc lựa chọn thì cuối cùng, Swift quyết định tái thu âm sáu album phòng thu đầu tiên vào tháng 11 năm 2020. Bằng việc tái thu âm, Swift sẽ có toàn bộ quyền sở hữu bản thu mới, cho phép cô tự cấp phép chính mình sử dụng những bản nhạc tái thu âm với mục đích thương mại và hy vọng thay thế được các phiên bản thuộc quyền sở hữu của Big Machine. Swift đã tái thu âm 1989 và phát hành dưới tên gọi Taylor's Version vào ngày 27 tháng 10 năm 2023, đúng chín năm sau từ ngày phát hành bản gốc. 1989 là dự án tái thu âm thứ tư của Swift sau Fearless (2021), Red (2021) và Speak Now (2023). Danh sách ca khúc tiêu chuẩn của 1989 (Taylor's Version) chứa các phiên bản thu âm lại của tất cả các bản nhạc trên phiên bản Deluxe của 1989, và kèm theo đó là năm bản nhạc "From the Vault" chưa được phát hành. Sau khi Swift ấn định ra mắt 1989 (Taylor's Version), album gốc đã quay trở lại top 10 của bảng xếp hạng Billboard 200 ngày 26 tháng 8 năm 2023.

## Danh sách ca khúc
| 1989 – Danh sách ca khúc phiên bản tiêu chuẩn | 1989 – Danh sách ca khúc phiên bản tiêu chuẩn | 1989 – Danh sách ca khúc phiên bản tiêu chuẩn | 1989 – Danh sách ca khúc phiên bản tiêu chuẩn | 1989 – Danh sách ca khúc phiên bản tiêu chuẩn |
| STT                                           | Nhan đề                                       | Sáng tác                                      | Sản xuất                                      | Thời lượng                                    |
| --------------------------------------------- | --------------------------------------------- | --------------------------------------------- | --------------------------------------------- | --------------------------------------------- |
| 1.                                            | "Welcome to New York"                         | Taylor Swift Ryan Tedder                      | Swift Tedder Noel Zancanella                  | 3:32                                          |
| 2.                                            | "Blank Space"                                 | Swift Max Martin Shellback                    | Martin Shellback                              | 3:51                                          |
| 3.                                            | "Style"                                       | Swift Martin Shellback Ali Payami             | Martin Shellback Payami                       | 3:51                                          |
| 4.                                            | "Out of the Woods"                            | Swift Jack Antonoff                           | Swift Antonoff Martin [a]                     | 3:55                                          |
| 5.                                            | "All You Had to Do Was Stay"                  | Swift Martin                                  | Martin Shellback Mattman & Robin              | 3:13                                          |
| 6.                                            | "Shake It Off"                                | Swift Martin Shellback                        | Martin Shellback                              | 3:39                                          |
| 7.                                            | "I Wish You Would"                            | Swift Antonoff                                | Swift Antonoff Martin [a] Greg Kurstin [b]    | 3:27                                          |
| 8.                                            | "Bad Blood"                                   | Swift Martin Shellback                        | Martin Shellback                              | 3:31                                          |
| 9.                                            | "Wildest Dreams"                              | Swift Martin Shellback                        | Martin Shellback                              | 3:40                                          |
| 10.                                           | "How You Get the Girl"                        | Swift Martin Shellback                        | Martin Shellback                              | 4:07                                          |
| 11.                                           | "This Love"                                   | Swift                                         | Swift Nathan Chapman                          | 4:10                                          |
| 12.                                           | "I Know Places"                               | Swift Tedder                                  | Swift Tedder Zancanella                       | 3:15                                          |
| 13.                                           | "Clean"                                       | Swift Imogen Heap                             | Swift Heap                                    | 4:30                                          |
| Tổng thời lượng:                              | Tổng thời lượng:                              | Tổng thời lượng:                              | Tổng thời lượng:                              | 48:41                                         |

| 1989 – Các track bổ sung ở phiên bản Deluxe | 1989 – Các track bổ sung ở phiên bản Deluxe | 1989 – Các track bổ sung ở phiên bản Deluxe | 1989 – Các track bổ sung ở phiên bản Deluxe | 1989 – Các track bổ sung ở phiên bản Deluxe |
| STT                                         | Nhan đề                                     | Sáng tác                                    | Sản xuất                                    | Thời lượng                                  |
| ------------------------------------------- | ------------------------------------------- | ------------------------------------------- | ------------------------------------------- | ------------------------------------------- |
| 14.                                         | "Wonderland"                                | Swift Martin Shellback                      | Martin Shellback                            | 4:05                                        |
| 15.                                         | "You Are in Love"                           | Swift Antonoff                              | Swift Antonoff                              | 4:27                                        |
| 16.                                         | "New Romantics"                             | Swift Martin Shellback                      | Martin Shellback                            | 3:50                                        |
| Tổng thời lượng:                            | Tổng thời lượng:                            | Tổng thời lượng:                            | Tổng thời lượng:                            | 60:23                                       |

| 1989 – Các track bổ sung ở phiên bản CD Deluxe | 1989 – Các track bổ sung ở phiên bản CD Deluxe | 1989 – Các track bổ sung ở phiên bản CD Deluxe | 1989 – Các track bổ sung ở phiên bản CD Deluxe | 1989 – Các track bổ sung ở phiên bản CD Deluxe |
| STT                                            | Nhan đề                                        | Sáng tác                                       | Sản xuất                                       | Thời lượng                                     |
| ---------------------------------------------- | ---------------------------------------------- | ---------------------------------------------- | ---------------------------------------------- | ---------------------------------------------- |
| 17.                                            | "I Know Places" (piano/giọng ghi âm)           | Swift Tedder                                   | Swift                                          | 3:36                                           |
| 18.                                            | "I Wish You Would" (track/giọng ghi âm)        | Swift Antonoff                                 | Swift                                          | 1:47                                           |
| 19.                                            | "Blank Space" (guitar/giọng ghi âm)            | Swift Martin Shellback                         | Swift                                          | 2:11                                           |
| Tổng thời lượng:                               | Tổng thời lượng:                               | Tổng thời lượng:                               | Tổng thời lượng:                               | 68:37                                          |

## Đội ngũ sản xuất
Đội ngũ tham gia sản xuất 1989 dựa trên phần bìa ghi chú.
| - Jack Antonoff: guitar bass, nhà soạn nhạc, trống, kỹ sư, guitar thùng, guitar điện, keyboards, nhà sản xuất, hát bè. - Sarah Barlow: nhiếp ảnh gia. - Cory Bice: trợ lý kỹ sư. - Mattias Bylund: biên khúc và kỹ sư bộ dây. - Jason Campbell: sản xuất phối hợp. - Carlson Smith: kỹ sư. - Peter Carlsson: Pro Tools. - Nathan Chapman: bass, trống, kỹ sư, guitar điện, keyboards, nhà sản xuất. - Tom Coyne: chủ nhiệm. - Eric Eylands: trợ lý kỹ sư. - Amy Fucci: thiết kế. - Serban Ghenea: phối khí. - Austin Hale: thiết kế. - John Hanes: phối khí. - Imogen Heap: nhà soạn nhạc, trống, kỹ sư, keyboards, bộ gõ, lập trình, đàn tăng rung, giọng nền. - Sam Holland: kỹ sư. - Michael Ilbert: kỹ sư. - Greg Kurstin: sản xuất bổ sung, keyboards. - Jonas Lindeborg: kèn trumpet. | - Max Martin: nhà sáng tác, giám đốc sản xuất, vỗ tay, keyboards, dương cầm, nhà sản xuất, lập trình, thét, sản xuất giọng hát, giọng nền. - Mattman & Robin: bass, trống, guitar, keyboards, bộ gõ, nhà sản xuất, lập trình. - Brendan Morawski: trợ lý kỹ sư. - Bethany Newman: chỉ đạo nghệ thuật. - Josh Newman: chỉ đạo nghệ thuật. - Ali Payami: nhà soạn nhạc, keyboards, nhà sản xuất, lập trình. - Stephen Schofield: nhiếp ảnh gia. - Shellback: bass, nhà soạn nhạc, trống, guitar thùng, guitar điện, vỗ tay, keyboards, tiếng ồn, bộ gõ, nhà sản xuất, lập trình, thét, tiếng bước chân, giọng nền. - Laura Sisk: kỹ sư. - Taylor Swift: hát chính, nhà sản xuất, chỉ đạo sáng tạo, giám đốc sản xuất, guitar thùng, vỗ tay, chủ nhiệm sản xuất, nhà sản xuất, thét, giọng nền, tiếng nhịp tim. - Ryan Tedder: nhà soạn nhạc, lập trình trống, kỹ sư, guitar thùng, guitar điện, dương cầm, nhà sản xuất, lập trình, bộ tổng hợp, giọng nền. - Jonas Thander: kèn saxophone. - Matthew Tryba: trợ lý kỹ sư. - Magnus Wiklund: kèn trombone. - Noel Zancanella: bass, lập trình trống, nhà sản xuất, lập trình, bộ tổng hợp. |

## Bảng xếp hạng
| Bảng xếp hạng (2014–2015)                | Vị trí cao nhất |
| ---------------------------------------- | --------------- |
| Album Úc (ARIA)                          | 1               |
| Album Áo (Ö3 Austria)                    | 5               |
| Album Bỉ (Ultratop Vlaanderen)           | 1               |
| Album Bỉ (Ultratop Wallonie)             | 7               |
| Album Brasil (ABPD)                      | 3               |
| Album Canada (Billboard)                 | 1               |
| Album Croatia (HDU)                      | 1               |
| Album Cộng hòa Séc (ČNS IFPI)            | 17              |
| Album Đan Mạch (Hitlisten)               | 2               |
| Album Hà Lan (Album Top 100)             | 1               |
| Album Phần Lan (Suomen virallinen lista) | 10              |
| Album Pháp (SNEP)                        | 9               |
| Album Đức (Offizielle Top 100)           | 4               |
| Album Hy Lạp (IFPI)                      | 11              |
| Album Hungaria (MAHASZ)                  | 22              |
| Album Ireland (IRMA)                     | 1               |
| Album Ý (FIMI)                           | 5               |
| Album Nhật Bản (Oricon)                  | 3               |
| Album Mexico (AMPROFON)                  | 1               |
| Album New Zealand (RMNZ)                 | 1               |
| Album Na Uy (VG-lista)                   | 1               |
| Album Ba Lan (ZPAV)                      | 17              |
| Album Bồ Đào Nha (AFP)                   | 3               |
| Album Scotland (OCC)                     | 1               |
| Album Nam Phi (RISA)                     | 7               |
| Album Hàn Quốc (Circle)                  | 10              |
| Album Hàn Quốc Quốc tế (Circle)          | 2               |
| Album Tây Ban Nha (PROMUSICAE)           | 4               |
| Album Thụy Điển (Sverigetopplistan)      | 23              |
| Album Thụy Sĩ (Schweizer Hitparade)      | 3               |
| Album Anh Quốc (OCC)                     | 1               |
| Album Hoa Kỳ Billboard 200               | 1               |

| Bảng xếp hạng (2021–2023)            | Vị trí cao nhất |
| ------------------------------------ | --------------- |
| Album Argentina (CAPIF)              | 1               |
| Album Áo (Ö3 Austria)                | 4               |
| Album Hy Lạp (IFPI)                  | 1               |
| Album Iceland (Plötutíðindi)         | 25              |
| Album Thụy Điển (Sverigetopplistan)  | 17              |
| Album Thụy Sĩ (Schweizer Hitparade)  | 1               |
| Album Uruguay (CUD)                  | 7               |
| Album Hoa Kỳ Independent (Billboard) | 2               |

| Bảng xếp hạng (2014)                | Vị trí |
| ----------------------------------- | ------ |
| Album Argentina (CAPIF)             | 9      |
| Album Úc (ARIA)                     | 2      |
| Album Bỉ (Ultratop Vlaanderen)      | 71     |
| Album Bỉ (Ultratop Wallonie)        | 198    |
| Album Canada (Billboard)            | 2      |
| Album Hà Lan (Album Top 100)        | 82     |
| Album Pháp (SNEP)                   | 160    |
| Album Đức (Offizielle Top 100)      | 71     |
| Album Ireland (IRMA)                | 7      |
| Album Nhật Bản (Oricon)             | 34     |
| Album Mexico (AMPROFON)             | 28     |
| Album New Zealand (RMNZ)            | 3      |
| Album Hàn Quốc International (Gaon) | 25     |
| Album Thụy Sĩ (Schweizer Hitparade) | 87     |
| Album Anh Quốc (OCC)                | 11     |
| Album Hoa Kỳ Billboard 200          | 3      |

| Bảng xếp hạng (2015)                | Vị trí |
| ----------------------------------- | ------ |
| Album Úc (ARIA)                     | 3      |
| Album Áo (Ö3 Austria)               | 47     |
| Album Bỉ (Ultratop Vlaanderen)      | 33     |
| Album Bỉ (Ultratop Wallonie)        | 125    |
| Album Canada (Billboard)            | 1      |
| Album Croatia Foreign (HDU)         | 6      |
| Album Hà Lan (Album Top 100)        | 35     |
| Album Pháp (SNEP)                   | 82     |
| Album Đức (Offizielle Top 100)      | 56     |
| Album và tổng hợp Hungary (MAHASZ)  | 69     |
| Album Ireland (IRMA)                | 7      |
| Album Nhật Bản (Billboard Japan)    | 15     |
| Album Nhật Bản (Oricon)             | 30     |
| Album Mexico (AMPROFON)             | 20     |
| Album New Zealand (RMNZ)            | 7      |
| Album Hàn Quốc International (Gaon) | 22     |
| Album Tây Ban Nha (PROMUSICAE)      | 56     |
| Album Thụy Sĩ (Schweizer Hitparade) | 40     |
| Album Anh Quốc (OCC)                | 6      |
| Album Hoa Kỳ Billboard 200          | 1      |

| Bảng xếp hạng (2016)                | Vị trí |
| ----------------------------------- | ------ |
| Album Úc (ARIA)                     | 17     |
| Album Bỉ (Ultratop Vlaanderen)      | 94     |
| Album Canada (Billboard)            | 17     |
| Album Nhật Bản (Billboard Japan)    | 39     |
| Album New Zealand (RMNZ)            | 19     |
| Album Hàn Quốc International (Gaon) | 36     |
| Album Anh Quốc (OCC)                | 44     |
| Album Hoa Kỳ Billboard 200          | 17     |

| Bảng xếp hạng (2017)                | Vị trí |
| ----------------------------------- | ------ |
| Album Úc (ARIA)                     | 32     |
| Album Na Uy (VG-lista)              | 71     |
| Album Hàn Quốc International (Gaon) | 89     |
| Album Hoa Kỳ Billboard 200          | 101    |

| Bảng xếp hạng (2018)       | Vị trí |
| -------------------------- | ------ |
| Album Úc (ARIA)            | 36     |
| Album Hoa Kỳ Billboard 200 | 82     |

| Bảng xếp hạng (2019)       | Vị trí |
| -------------------------- | ------ |
| Album Úc (ARIA)            | 46     |
| Album Hoa Kỳ Billboard 200 | 116    |

| Bảng xếp hạng (2020)                 | Vị trí |
| ------------------------------------ | ------ |
| Album Úc (ARIA)                      | 44     |
| Album Bỉ (Ultratop Vlaanderen)       | 166    |
| Album Anh Quốc (OCC)                 | 97     |
| Album Hoa Kỳ Billboard 200           | 105    |
| Album Hoa Kỳ Independent (Billboard) | 36     |

| Bảng xếp hạng (2021)                 | Vị trí |
| ------------------------------------ | ------ |
| Album Úc (ARIA)                      | 27     |
| Album Bỉ (Ultratop Vlaanderen)       | 102    |
| Album Ireland (IRMA)                 | 30     |
| Album Anh Quốc (OCC)                 | 59     |
| Album Hoa Kỳ Billboard 200           | 88     |
| Album Hoa Kỳ Independent (Billboard) | 10     |

| Bảng xếp hạng (2022)                 | Vị trí |
| ------------------------------------ | ------ |
| Album Úc (ARIA)                      | 16     |
| Album Áo (Ö3 Austria)                | 75     |
| Album Bỉ (Ultratop Vlaanderen)       | 57     |
| Album Canada (Billboard)             | 45     |
| Album Đan Mạch (Hitlisten)           | 100    |
| Album Hà Lan (Album Top 100)         | 90     |
| Album Anh Quốc (OCC)                 | 33     |
| Album Hoa Kỳ Billboard 200           | 75     |
| Album Hoa Kỳ Independent (Billboard) | 8      |

| Bảng xếp hạng (2023)                 | Vị trí |
| ------------------------------------ | ------ |
| Album Úc (ARIA)                      | 9      |
| Album Áo (Ö3 Austria)                | 12     |
| Album Bỉ (Ultratop Vlaanderen)       | 15     |
| Album Bỉ (Ultratop Wallonie)         | 132    |
| Album Canada (Billboard)             | 14     |
| Album Đan Mạch (Hitlisten)           | 44     |
| Album Hà Lan (Album Top 100)         | 21     |
| Album Đức (Offizielle Top 100)       | 39     |
| Album Hungary (MAHASZ)               | 56     |
| Album Iceland (Plötutíðindi)         | 80     |
| Album New Zealand (RMNZ)             | 7      |
| Album Bồ Đào Nha (AFP)               | 70     |
| Album Thụy Điển (Sverigetopplistan)  | 40     |
| Album Thụy Sĩ (Schweizer Hitparade)  | 4      |
| Album Anh Quốc (OCC)                 | 12     |
| Album Hoa Kỳ Billboard 200           | 16     |
| Album Hoa Kỳ Independent (Billboard) | 2      |

| Bảng xếp hạng (2024)                 | Vị trí |
| ------------------------------------ | ------ |
| Album Úc (ARIA)                      | 68     |
| Album Bỉ (Ultratop Vlaanderen)       | 92     |
| Album Bồ Đào Nha (AFP)               | 77     |
| Album Thụy Sĩ (Schweizer Hitparade)  | 7      |
| Album Anh Quốc (OCC)                 | 75     |
| Album Hoa Kỳ Billboard 200           | 83     |
| Album Hoa Kỳ Independent (Billboard) | 11     |

### Xếp hạng thập niên
| Bảng xếp hạng (thập niên 2010) | Vị trí |
| ------------------------------ | ------ |
| Album Úc (ARIA)                | 8      |
| Album Canada (Billboard)       | 5      |
| Album Anh Quốc (OCC)           | 25     |
| Album Hoa Kỳ Billboard 200     | 2      |

### Xếp hạng mọi thời đại
| Bảng xếp hạng                   | Vị trí |
| ------------------------------- | ------ |
| Album Ireland nữ (IRMA)         | 36     |
| Album Hoa Kỳ Billboard 200      | 64     |
| Album Hoa Kỳ Billboard 200 – Nữ | 5      |

## Chứng nhận và doanh số
| Quốc gia | Chứng nhận       | Số đơn vị/doanh số chứng nhận |
| --- | ---------------- | ----------------------------- |
| Úc (ARIA) | 11× Bạch kim     | 770.000‡                      |
| Áo (IFPI Áo) | 3× Bạch kim      | 45.000*                       |
| Bỉ (BEA) | 4× Bạch kim      | 120.000‡                      |
| Brasil (Pro-Música Brasil) | 2× Kim cương     | 320.000‡                      |
| Brasil (Pro-Música Brasil) "Big Machine Radio Release Special"                                                                                 | 2× Kim cương     | 500.000‡                      |
| Canada (Music Canada) | 6× Bạch kim      | 542.000                       |
| Đan Mạch (IFPI Đan Mạch) | 3× Bạch kim      | 60.000‡                       |
| Pháp (SNEP) | Bạch kim         | 100.000‡                      |
| Đức (BVMI) | Bạch kim         | 200.000‡                      |
| Ý (FIMI) | Bạch kim         | 50.000‡                       |
| Nhật Bản (RIAJ) | Bạch kim         | 250.000^                      |
| México (AMPROFON) | 3× Bạch kim+Vàng | 210.000^                      |
| Hà Lan (NVPI) | Vàng             | 25.000^                       |
| New Zealand (RMNZ) | 10× Bạch kim     | 150.000‡                      |
| Na Uy (IFPI) | 3× Bạch kim      | 60.000*                       |
| Ba Lan (ZPAV) | 3× Bạch kim      | 60.000‡                       |
| Bồ Đào Nha (AFP) | Bạch kim         | 15.000^                       |
| Singapore (RIAS) | 3× Bạch kim      | 30.000*                       |
| Tây Ban Nha (PROMUSICAE) | Vàng             | 20.000‡                       |
| Thụy Điển (GLF) | Vàng             | 20.000‡                       |
| Thụy Sĩ (IFPI) | Bạch kim         | 20.000‡                       |
| Anh Quốc (BPI) | 6× Bạch kim      | 1.800.000‡                    |
| Hoa Kỳ (RIAA) | 9× Bạch kim      | 6.472.000                     |
| * Chứng nhận dựa theo doanh số tiêu thụ. ^ Chứng nhận dựa theo doanh số nhập hàng. ‡ Chứng nhận dựa theo doanh số tiêu thụ và phát trực tuyến. |                  |                               |

## Lịch sử phát hành
| Khu vực            | Ngày                 | Phiên bản          | Định dạng          | Hãng đĩa              | Tham khảo       |
| ------------------ | -------------------- | ------------------ | ------------------ | --------------------- | --------------- |
| Nhiều              | 27 tháng 10 năm 2014 | Tiêu chuẩn Deluxe  | Tải kỹ thuật số    | Big Machine           | [ 130 ]         |
| Canada             | 27 tháng 10 năm 2014 | Tiêu chuẩn         | CD tải kỹ thuật số | Big Machine Universal | [ 514 ] [ 515 ] |
| Hoa Kỳ             | 27 tháng 10 năm 2014 | Tiêu chuẩn         | CD tải kỹ thuật số | Big Machine           | [ 148 ] [ 516 ] |
| Canada             | 27 tháng 10 năm 2014 | Deluxe             | CD                 | Big Machine           | [ 149 ]         |
| Hoa Kỳ             | 27 tháng 10 năm 2014 | Deluxe             | CD                 | Big Machine           | [ 149 ]         |
| Đức                | 27 tháng 10 năm 2014 | Tiêu chuẩn Deluxe  | CD                 | Universal             | [ 150 ]         |
| Anh Quốc           | 27 tháng 10 năm 2014 | Tiêu chuẩn Deluxe  | CD                 | Virgin EMI            | [ 151 ]         |
| Úc                 | 28 tháng 10 năm 2014 | Tiêu chuẩn         | CD                 | Universal             | [ 517 ]         |
| Nhật Bản           | 29 tháng 10 năm 2014 | Deluxe             | CD+DVD             | Universal             | [ 518 ]         |
| Canada             | 9 tháng 12 năm 2014  | Tiêu chuẩn         | Vinyl              | Universal             | [ 519 ]         |
| Hoa Kỳ             | 9 tháng 12 năm 2014  | Tiêu chuẩn         | Vinyl              | Big Machine           | [ 520 ]         |
| Hoa Kỳ             | 15 tháng 12 năm 2014 | Tiêu chuẩn Karaoke | Tải kỹ thuật số    | Big Machine           | [ 521 ]         |
| Trung Quốc đại lục | 30 tháng 12 năm 2014 | Deluxe             | CD                 | Universal             | [ 522 ]         |
| Canada             | 3 tháng 3 năm 2015   | Deluxe Karaoke     | Tải kỹ thuật số    | Big Machine           | [ 523 ]         |
| Hoa Kỳ             | 14 tháng 4 năm 2015  | Tiêu chuẩn Karaoke | CD+G/DVD           | Big Machine           | [ 524 ]         |
| Canada             | 14 tháng 5 năm 2015  | Deluxe Karaoke     | CD+G               | Big Machine           | [ 525 ]         |
| Nhiều              | 8 tháng 6 năm 2017   | Tiêu chuẩn Deluxe  | Phát trực tuyến    | Big Machine           | [ 526 ]         |